# Volitve predsednika Republike Slovenije 2017
Volitve predsednika Republike Slovenije 2017 so potekale v nedeljo, 22. oktobra 2017.
Predsedniku Republike Slovenije Borutu Pahorju se je prejšnji predsedniški mandat iztekel 23. decembra 2017. Razpis volitev je mogoč najprej 135 in najkasneje 75 dni pred iztekom mandata aktualnega predsednika. 
Volitve je 11. avgusta 2017, v Narodni galeriji, z Odlokom o razpisu volitev predsednika republike, v skladu s 103. členom Ustave Republike Slovenije in 1. odstavkom 5. člena Zakona o volitvah predsednika republike, razpisal predsednik Državnega zbora Republike Slovenije Milan Brglez. V ponedeljek, 21. avgusta 2017, ki je štel za dan razpisa volitev, so začeli teči roki za volilna opravila. Predsedniški kandidati so zato lahko začeli z zbiranjem podpisov podpore h kandidaturam. 
Kandidat za zmago v prvem krogu potrebuje absolutno večino glasov vseh volilnih upravičencev, ki so se glasovanja udeležili. Če nihče izmed kandidatov ne osvoji tega deleža, se izvede drugi krog volitev, v katerem se za zmago potegujeta dva kandidata iz prvega kroga volitev, ki sta prejela največje število glasov. Če je kandidatov, ki so dosegli enako število glasov več, se tiste, ki se uvrstijo v drugi krog, določi z žrebom. Državna volilna komisija (DVK) je določila datum drugega kroga predsedniških volitev, ta se mora v skladu z zakonom izvesti najkasneje 21 dni po prvem krogu, to je do nedelje, 12. novembra 2017, ki je tudi datum drugega kroga volitev.
Najavljanje kandidatur in odločanje kandidatov za kandidaturo je potekalo pod vplivom ti. 'razvrednotenja' funkcije predsednika republike, s strani aktualnega predsednika Boruta Pahorja, ki naj bi funkcijo opravljal preveč 'sproščeno', kar je bilo poudarjeno s strani večine kandidatov in potencialnih kandidatov. 
Izmed parlamentarnih strank so predsedniške kandidate predlagale stranke SMC, SDS in NSi. SD je podprla Boruta Pahorja, Združena Levica pa je prispevala 5 poslanskih podpisov kandidaturi Andreja Rozmana-Roze. DeSUS in Zavezništvo nista predlagala svojih kandidatov, prav tako pa nista podprli nobenega od ostalih kandidatov. Predsednik DeSUS-a Karl Erjavec je stranki sicer predlagal podporo Boruta Pahorja, a so organi stranke temu nasprotovali. Pred drugim krogom glasovanja je DeSUS podprl Boruta Pahorja. 
Predsedniška kampanja je ves čas, z izjemo zadnjega tedna, potekala relativno mirno in brez večjih pretresov, priča smo bili lahko nekaterim kritičnim objavam na račun kandidatov, izstopale so predvsem objave na račun Marjana Šarca. V zadnjem tednu volilne kampanje pa so se vrstili napadi predvsem na aktualnega predsednika Boruta Pahorja, o katerem so se ločeno kritično izrekli Janez Janša, Milan Kučan in skupina 34 intelektualcev, na čelu z dr. Borisom Vezjakom. 
Televizijska soočenja pred prvim krogom glasovanja so potekala predvsem v luči razprave o tem, kdaj naj se predsednik oglasi in kdaj ne, kot odgovor na Pahorjevo zelo zadržano držo do izrekanja lastnega mnenja o številnih pomembnih notranje in zunanje političnih temah, o tem, ali mora biti predsednik moralna avtoriteta in zgled ali ne, v ospredju so bile tudi teme kot so zdravstvo, pranje iranskega denarja v NLB, v katerega naj bi bil vpleten, oz. naj bi za to vedel, tudi aktualni predsednik Pahor, sodstvo, prihodnost mladih in druge podobne teme. Oba kandidata, ki sta se uvrstila v drugi krog, sta izrazila željo po bolj vsebinskih razpravah v času kampanje pred drugim krogom glasovanja.

## Rezultati
| Kandidat                                                           | Kandidat                                                           | Stranka                                                            | Stranka                                                            | 1. krog           | 1. krog        | 2. krog    | 2. krog  |
| Kandidat                                                           | Kandidat                                                           | Stranka                                                            | Stranka                                                            | Št. glasov        | %              | Št. glasov | %        |
| ------------------------------------------------------------------ | ------------------------------------------------------------------ | ------------------------------------------------------------------ | ------------------------------------------------------------------ | ----------------- | -------------- | ---------- | -------- |
|                                                                    | Borut Pahor                                                        | neodvisni kandidat (SD, DeSUS)                                     | neodvisni kandidat (SD, DeSUS)                                     | 355.117           | 47,21 %        | 375.106    | 52.98 %  |
|                                                                    | Marjan Šarec                                                       | Lista Marjana Šarca                                                | LMŠ                                                                | 186.235           | 24,76 %        | 332.871    | 47,02 %  |
|                                                                    | Romana Tomc                                                        | Slovenska demokratska stranka                                      | SDS                                                                | 102.925           | 13,68 %        |            |          |
|                                                                    | Ljudmila Novak                                                     | Nova Slovenija                                                     | NSi                                                                | 54.437            | 7,24 %         |            |          |
|                                                                    | Andrej Šiško                                                       | Gibanje zedinjena Slovenija                                        | ZSi                                                                | 16.636            | 2,21 %         |            |          |
|                                                                    | Boris Popovič                                                      | Slovenija za vedno                                                 | SZV                                                                | 13.559            | 1,80 %         |            |          |
|                                                                    | Maja Makovec Brenčič                                               | Stranka modernega centra                                           | SMC                                                                | 13.052            | 1,74 %         |            |          |
|                                                                    | Suzana Lara Krause                                                 | Slovenska ljudska stranka                                          | SLS                                                                | 5.885             | 0,78 %         |            |          |
|                                                                    | Angelca Likovič                                                    | Glas za otroke in družine                                          | GOD                                                                | 4.418             | 0,59 %         |            |          |
|                                                                    |                                                                    |                                                                    |                                                                    |                   |                |            |          |
| Skupaj glasov                                                      | Skupaj glasov                                                      | Skupaj glasov                                                      | Skupaj glasov                                                      | 752.264           | 100,00 %       |            | 100,00 % |
|                                                                    |                                                                    |                                                                    |                                                                    |                   |                |            |          |
| Veljavne glasovnice                                                | Veljavne glasovnice                                                | Veljavne glasovnice                                                | Veljavne glasovnice                                                | 752.264           | 99,26 %        |            |          |
| Neveljavne glasovnice                                              | Neveljavne glasovnice                                              | Neveljavne glasovnice                                              | Neveljavne glasovnice                                              | 5.634             | 0,74 %         |            |          |
| Volilna udeležba do 11. ure (primerjava z volitvami 2012)          | Volilna udeležba do 11. ure (primerjava z volitvami 2012)          | Volilna udeležba do 11. ure (primerjava z volitvami 2012)          | Volilna udeležba do 11. ure (primerjava z volitvami 2012)          | 229.419 (246.279) | 13,39 % 1,00 % |            |          |
| Volilna udeležba do 16. ure (primerjava z volitvami 2012)          | Volilna udeležba do 16. ure (primerjava z volitvami 2012)          | Volilna udeležba do 16. ure (primerjava z volitvami 2012)          | Volilna udeležba do 16. ure (primerjava z volitvami 2012)          | 548.759 (604.488) | 32,02 % 3,30 % |            |          |
| Volilna udeležba ob koncu glasovanja (primerjava z volitvami 2012) | Volilna udeležba ob koncu glasovanja (primerjava z volitvami 2012) | Volilna udeležba ob koncu glasovanja (primerjava z volitvami 2012) | Volilna udeležba ob koncu glasovanja (primerjava z volitvami 2012) | 757.898 (828.518) | 44,22 % 4,19 % |            |          |
| Št. volilnih upravičencev                                          | Št. volilnih upravičencev                                          | Št. volilnih upravičencev                                          | Št. volilnih upravičencev                                          | 1.713.762         |                |            |          |
|                                                                    |                                                                    |                                                                    |                                                                    |                   |                |            |          |
| Vir: DVK                                                           |                                                                    |                                                                    |                                                                    |                   |                |            |          |

### Prvi krog
| Pahor | Šarec | Tomc | Novak |  |  |  |  |  |
| ----- | ----- | ---- | ----- |  |  |  |  |  |

| Glasovali - 752.264 | Niso glasovali - 961.498 |
| ------------------- | ------------------------ |

#### Rezultati prvega kroga predsedniških volitev po volilnih enotah
| Kandidat | Kandidat                  | I. VOLILNA ENOTA Kranj | I. VOLILNA ENOTA Kranj | II. VOLILNA ENOTA Postojna | II. VOLILNA ENOTA Postojna | III. VOLILNA ENOTA Ljubljana Center | III. VOLILNA ENOTA Ljubljana Center | IV. VOLILNA ENOTA Ljubljana Bežigrad | IV. VOLILNA ENOTA Ljubljana Bežigrad | V. VOLILNA ENOTA Celje | V. VOLILNA ENOTA Celje | VI. VOLILNA ENOTA Novo mesto | VI. VOLILNA ENOTA Novo mesto | VII. VOLILNA ENOTA Maribor | VII. VOLILNA ENOTA Maribor | VIII. VOLILNA ENOTA Ptuj | VIII. VOLILNA ENOTA Ptuj |
| Kandidat | Kandidat                  | Št. glasov             | %                      | Št. glasov                 | %                          | Št. glasov                          | %                                   | Št. glasov                           | %                                    | Št. glasov             | %                      | Št. glasov                   | %                            | Št. glasov                 | %                          | Št. glasov               | %                        |
| --- | ------------------------- | ---------------------- | ---------------------- | -------------------------- | -------------------------- | ----------------------------------- | ----------------------------------- | ------------------------------------ | ------------------------------------ | ---------------------- | ---------------------- | ---------------------------- | ---------------------------- | -------------------------- | -------------------------- | ------------------------ | ------------------------ |
| | Suzana Lara Krause        | 644                    | 0,66 %                 | 610                        | 0,67 %                     | 519                                 | 0,53 %                              | 586                                  | 0,58 %                               | 716                    | 0,75 %                 | 698                          | 0,78 %                       | 603                        | 0,71 %                     | 1.482                    | 1,64 %                   |
| | Angelca Likovič           | 663                    | 0,68 %                 | 544                        | 0,60 %                     | 652                                 | 0,67 %                              | 669                                  | 0,66 %                               | 487                    | 0,51 %                 | 494                          | 0,55 %                       | 353                        | 0,42 %                     | 502                      | 0,56 %                   |
| | Maja Makovec Brenčič      | 1.549                  | 1,58 %                 | 1.345                      | 1,48 %                     | 2.730                               | 2,80 %                              | 2.066                                | 2,04 %                               | 1.485                  | 1,55 %                 | 1.318                        | 1,48 %                       | 1.223                      | 1,44 %                     | 1.185                    | 1,31 %                   |
| | Boris Popovič             | 995                    | 1,02 %                 | 6.606                      | 7,28 %                     | 1.137                               | 1,16 %                              | 1.075                                | 1,06 %                               | 892                    | 0,93 %                 | 940                          | 1,05 %                       | 951                        | 1,12 %                     | 881                      | 0,97 %                   |
| | Andrej Šiško              | 1.505                  | 1,54 %                 | 1.382                      | 1,52 %                     | 1.214                               | 1,24 %                              | 1.263                                | 1,25 %                               | 2.358                  | 2,46 %                 | 1.543                        | 1,73 %                       | 4.078                      | 4,80 %                     | 3.227                    | 3,57 %                   |
| | Marjan Šarec              | 33.659                 | 34,34 %                | 16.214                     | 17,87 %                    | 27.802                              | 28,47 %                             | 30.374                               | 30,01 %                              | 23.084                 | 24,11 %                | 22.360                       | 25,03 %                      | 16.713                     | 19,69 %                    | 15.336                   | 16,99 %                  |
| | Borut Pahor               | 37.076                 | 37,82 %                | 46.878                     | 51,67 %                    | 41.269                              | 42,26 %                             | 43.199                               | 42,68 %                              | 47.271                 | 49,38 %                | 44.559                       | 49,88 %                      | 44.281                     | 52,17 %                    | 48.879                   | 54,04 %                  |
| | Ljudmila Novak            | 7.507                  | 7,66 %                 | 6.199                      | 6,83 %                     | 7.617                               | 7,80 %                              | 8.041                                | 7,94 %                               | 5.565                  | 5,81 %                 | 6.178                        | 6,92 %                       | 5.188                      | 6,11 %                     | 7.275                    | 8,04 %                   |
| | Romana Tomc               | 14.428                 | 17,72 %                | 10.949                     | 12,07 %                    | 14.721                              | 15,07 %                             | 13.949                               | 13,78 %                              | 13.867                 | 14,49 %                | 11.243                       | 12,59 %                      | 11.484                     | 13,53 %                    | 11.653                   | 12,88 %                  |
| |                           |                        |                        |                            |                            |                                     |                                     |                                      |                                      |                        |                        |                              |                              |                            |                            |                          |                          |
| Skupaj glasov | Skupaj glasov             | 98.026                 | 13,03 %                | 90.727                     | 12,06 %                    | 97.661                              | 12,98 %                             | 101.222                              | 13,46 %                              | 95.725                 | 12,72 %                | 89.333                       | 11,88 %                      | 84.874                     | 11,28 %                    | 90.450                   | 12,02 %                  |
| |                           |                        |                        |                            |                            |                                     |                                     |                                      |                                      |                        |                        |                              |                              |                            |                            |                          |                          |
| Veljavne glasovnice | Veljavne glasovnice       | 98.026                 | 99,27 %                | 90.727                     | 99,05 %                    | 97.661                              | 98,91 %                             | 101.222                              | 99,19 %                              | 95.725                 | 99,40 %                | 89.333                       | 99,42 %                      | 84.874                     | 99,34 %                    | 90.450                   | 99,51 %                  |
| Neveljavne glasovnice | Neveljavne glasovnice     | 722                    | 0,73 %                 | 874                        | 0,95 %                     | 1.075                               | 1,09 %                              | 827                                  | 0,81 %                               | 573                    | 0,60 %                 | 520                          | 0,58 %                       | 560                        | 0,66 %                     | 446                      | 0,49 %                   |
| Volilna udeležba | Volilna udeležba          | 98.748                 | 47,01 %                | 90.072                     | 43,36 %                    | 97.795                              | 45,18 %                             | 101.322                              | 45,10 %                              | 95.695                 | 44,69 %                | 89.195                       | 43,95 %                      | 84.701                     | 40,02 %                    | 90.170                   | 42,51 %                  |
| Št. volilnih upravičencev | Št. volilnih upravičencev | 210.129                | 12,26 %                | 211.283                    | 12,33 %                    | 218.566                             | 12,75 %                             | 226.328                              | 13,21 %                              | 215.516                | 12,58 %                | 204.431                      | 11,93 %                      | 213.505                    | 12,46 %                    | 214.004                  | 12,49 %                  |
| |                           |                        |                        |                            |                            |                                     |                                     |                                      |                                      |                        |                        |                              |                              |                            |                            |                          |                          |
| Legenda: \| najboljši izid kandidata \| najslabši izid kandidata \| zmaga v volilni enoti \| več kot 50 % glasov \| \| ------------------------ \| ------------------------ \| --------------------- \| ------------------- \| Vir: DVK |                           |                        |                        |                            |                            |                                     |                                     |                                      |                                      |                        |                        |                              |                              |                            |                            |                          |                          |
| najboljši izid kandidata | najslabši izid kandidata  | zmaga v volilni enoti  | več kot 50 % glasov    |                            |                            |                                     |                                     |                                      |                                      |                        |                        |                              |                              |                            |                            |                          |                          |

#### Rezultati prvega kroga predsedniških volitev po volilnih okrajih
| Volilni okraj | Volilni okraj            | Suzana Lara Krause      | Suzana Lara Krause | Angelca Likovič | Angelca Likovič | Maja Makovec Brenčič | Maja Makovec Brenčič | Boris Popovič | Boris Popovič | Andrej Šiško | Andrej Šiško | Marjan Šarec | Marjan Šarec | Borut Pahor | Borut Pahor | Ljudmila Novak | Ljudmila Novak | Romana Tomc | Romana Tomc |
| --- | ------------------------ | ----------------------- | ------------------ | --------------- | --------------- | -------------------- | -------------------- | ------------- | ------------- | ------------ | ------------ | ------------ | ------------ | ----------- | ----------- | -------------- | -------------- | ----------- | ----------- |
| Volilni okraj | Volilni okraj            |                         |                    |                 |                 |                      |                      |               |               |              |              |              |              |             |             |                |                |             |             |
| Volilni okraj | Volilni okraj            | Št. glasov              | %                  | Št. glasov      | %               | Št. glasov           | %                    | Št. glasov    | %             | Št. glasov   | %            | Št. glasov   | %            | Št. glasov  | %           | Št. glasov     | %              | Št. glasov  | %           |
| Jesenice | VE 1                     | 66                      | 0,70 %             | 67              | 0,71 %          | 139                  | 1,47 %               | 113           | 1,20 %        | 147          | 1,56 %       | 2.636        | 27,96 %      | 4.347       | 46,11 %     | 606            | 6,43 %         | 1.306       | 13,85 %     |
| Radovljica I | VE 1                     | 49                      | 0,78 %             | 48              | 0,77 %          | 102                  | 1,63 %               | 66            | 1,06 %        | 117          | 1,87 %       | 1.925        | 30,83 %      | 2.622       | 41,99 %     | 453            | 7,25 %         | 862         | 13,81 %     |
| Radovljica II | VE 1                     | 37                      | 0,53 %             | 38              | 0,54 %          | 152                  | 2,17 %               | 76            | 1,08 %        | 139          | 1,98 %       | 2.206        | 31,42 %      | 2.895       | 41,24 %     | 512            | 7,29 %         | 965         | 13,75 %     |
| Kranj I | VE 1                     | 32                      | 0,38 %             | 53              | 0,62 %          | 177                  | 2,08 %               | 125           | 1,47 %        | 154          | 1,81 %       | 2.493        | 29,31 %      | 3.601       | 42,33 %     | 576            | 6,77 %         | 1.296       | 15,23 %     |
| Kranj II | VE 1                     | 62                      | 0,71 %             | 57              | 0,65 %          | 172                  | 1,97 %               | 119           | 1,36 %        | 122          | 1,39 %       | 2.573        | 29,42 %      | 3.795       | 43,39 %     | 676            | 7,73 %         | 1.170       | 13,38 %     |
| Kranj III | VE 1                     | 89                      | 0,71 %             | 94              | 0,75 %          | 163                  | 1,30 %               | 100           | 0,80 %        | 222          | 1,78 %       | 3.946        | 31,75 %      | 4,712       | 37,70 %     | 1.063          | 8,50 %         | 2.111       | 16,89 %     |
| Tržič | VE 1                     | 39                      | 0,73 %             | 49              | 0,91 %          | 73                   | 1,36 %               | 60            | 1,12 %        | 90           | 1,68 %       | 1.766        | 32,93 %      | 2.215       | 39,62 %     | 377            | 7,03 %         | 784         | 14,62 %     |
| Škofja Loka I | VE 1                     | 59                      | 0,64 %             | 78              | 0,84 %          | 178                  | 1,92 %               | 88            | 0,95 %        | 127          | 1,37 %       | 2.669        | 28,76 %      | 3.452       | 37.19 %     | 821            | 8,85 %         | 1.809       | 19,49 %     |
| Škofja Loka II | VE 1                     | 72                      | 0,86 %             | 71              | 0,85 %          | 116                  | 1,38 %               | 80            | 0,95 %        | 157          | 1,87 %       | 2.415        | 28,82 %      | 2.865       | 34,18 %     | 896            | 10,69 %        | 1.709       | 20,39 %     |
| Kamnik | VE 1                     | 74                      | 0,84 %             | 58              | 0,37 %          | 155                  | 1,00 %               | 60            | 0,39 %        | 111          | 0,72 %       | 9.116        | 58,79 %      | 3.632       | 23,42 %     | 838            | 5,40 %         | 1.463       | 9,43 %      |
| Idrija | VE 1                     | 54                      | 0,84 %             | 39              | 0,61 %          | 105                  | 1,59 %               | 91            | 1,42 %        | 109          | 1,70 %       | 1.806        | 28,21 %      | 2.667       | 41,67 %     | 639            | 9,98 %         | 894         | 13,97 %     |
| Tolmin | VE 2                     | 99                      | 1,26 %             | 49              | 0,62 %          | 98                   | 1,24 %               | 122           | 1,55 %        | 99           | 1,26 %       | 1.624        | 20,61 %      | 3.676       | 46,65 %     | 822            | 10,43 %        | 1.291       | 16,38 %     |
| Piran | VE 2                     | 29                      | 0,58 %             | 19              | 0,38 %          | 75                   | 1,49 %               | 759           | 15,05 %       | 91           | 1,80 %       | 1.016        | 20,15 %      | 2.334       | 46,29 %     | 243            | 4,82 %         | 476         | 9,44 %      |
| Izola | VE 2                     | 36                      | 0,78 %             | 17              | 0,37 %          | 68                   | 1,48 %               | 594           | 12,91 %       | 52           | 1,13 %       | 882          | 19,17 %      | 2.390       | 51,96 %     | 175            | 3,80 %         | 386         | 8,39 %      |
| Koper I | VE 2                     | 50                      | 0,74 %             | 24              | 0,36 %          | 119                  | 1,76 %               | 1.480         | 21,93 %       | 115          | 1,70 %       | 1.272        | 18,84 %      | 2.975       | 44,07 %     | 248            | 3,67 %         | 467         | 6,92 %      |
| Koper II | VE 2                     | 45                      | 0,45 %             | 57              | 0,57 %          | 153                  | 1,57 %               | 2.007         | 20,17 %       | 171          | 1,72 %       | 1.702        | 17,10 %      | 4.549       | 45,17 %     | 475            | 4,77 %         | 789         | 7,93 %      |
| Sežana | VE 2                     | 56                      | 0,59 %             | 57              | 0,60 %          | 134                  | 1,42 %               | 472           | 5,01 %        | 114          | 1,21 %       | 1.909        | 20,26 %      | 5.295       | 56,20 %     | 490            | 5,20 %         | 895         | 9,50 %      |
| Ilirska Bistrica | VE 2                     | 28                      | 0,57 %             | 34              | 0,69 %          | 71                   | 1,43 %               | 215           | 4,34 %        | 53           | 1,07 %       | 957          | 19,33 %      | 2.713       | 54,79 %     | 289            | 5,84 %         | 592         | 11,95 %     |
| Postojna | VE 2                     | 41                      | 0,56 %             | 41              | 0,56 %          | 150                  | 2,04 %               | 192           | 2,61 %        | 82           | 1,11 %       | 1.764        | 29,93 %      | 3.491       | 47,37 %     | 571            | 7,75 %         | 1.038       | 14,08 %     |
| Nova Gorica I | VE 2                     | 107                     | 0,90 %             | 68              | 0,57 %          | 133                  | 1,11 %               | 241           | 2,02 %        | 218          | 1,83 %       | 1.593        | 13,34 %      | 7.050       | 59,04 %     | 859            | 7,19 %         | 1.673       | 14,01 %     |
| Nova Gorica II | VE 2                     | 45                      | 0,41 %             | 66              | 0,60 %          | 189                  | 1,73 %               | 258           | 2,36 %        | 235          | 2,15 %       | 1.718        | 15,70 %      | 6.490       | 59,31 %     | 595            | 5,44 %         | 1.346       | 12,30 %     |
| Ajdovščina | VE 2                     | 59                      | 0,57 %             | 92              | 0,89 %          | 108                  | 1,04 %               | 173           | 1,67 %        | 139          | 1,34 %       | 1.660        | 16,00 %      | 4.928       | 47,50 %     | 1.299          | 12,52 %        | 1.916       | 18,17 %     |
| Logatec | VE 3                     | 92                      | 0,74 %             | 73              | 0,59 %          | 186                  | 1,49 %               | 136           | 1,09 %        | 197          | 1,58 %       | 3.344        | 26,84 %      | 5.140       | 41,25 %     | 1.323          | 10,62 %        | 1.970       | 15,81 %     |
| Vrhnika | VE 3                     | 47                      | 0,49 %             | 35              | 0,37 %          | 310                  | 3,23 %               | 111           | 1,16 %        | 117          | 1,22 %       | 2.750        | 28,69 %      | 4.012       | 41,85 %     | 682            | 7,11 %         | 1.522       | 15,88 %     |
| Ljubljana Vič - Rudnik I | VE 3                     | 63                      | 0,53 %             | 76              | 0,64 %          | 241                  | 2,04 %               | 124           | 1,05 %        | 131          | 1,11 %       | 3.206        | 27,19 %      | 5.070       | 43,00 %     | 947            | 8,03 %         | 1.934       | 16,40 %     |
| Ljubljana Vič - Rudnik II | VE 3                     | 38                      | 0,54 %             | 45              | 0,64 %          | 215                  | 3,06 %               | 94            | 1,34 %        | 79           | 1,12 %       | 1.816        | 25,85 %      | 3.158       | 44,95 %     | 478            | 6,80 %         | 1.102       | 15,69 %     |
| Ljubljana Vič - Rudnik III | VE 3                     | 27                      | 0,38 %             | 46              | 0,64 %          | 245                  | 3,43 %               | 90            | 1,26 %        | 76           | 1,06 %       | 2.054        | 28,74 %      | 3.177       | 44,46 %     | 468            | 6,55 %         | 963         | 13,48 %     |
| Ljubljana Vič - Rudnik IV | VE 3                     | 61                      | 0,62 %             | 97              | 0,99 %          | 245                  | 2,50 %               | 101           | 1,03 %        | 141          | 1,44 %       | 2.771        | 28,26 %      | 3.730       | 38,03 %     | 767            | 7,82 %         | 1.894       | 19,31 %     |
| Ljubljana Center | VE 3                     | 36                      | 0,49 %             | 40              | 0,54 %          | 366                  | 4,94 %               | 85            | 1,15 %        | 76           | 1,03 %       | 2.178        | 29,38 %      | 3.032       | 40,90 %     | 628            | 8,47 %         | 973         | 13,12 %     |
| Ljubljana Šiška I | VE 3                     | 28                      | 0,51 %             | 38              | 0,69 %          | 171                  | 3,12 %               | 66            | 1,21 %        | 73           | 1,33 %       | 1.599        | 29,21 %      | 2.536       | 46,32 %     | 335            | 6,12 %         | 629         | 11,49 %     |
| Ljubljana Šiška II | VE 3                     | 42                      | 0,56 %             | 41              | 0,54 %          | 268                  | 3,54 %               | 85            | 1,12 %        | 99           | 1,31 %       | 2.186        | 28,91 %      | 3.399       | 44,95 %     | 500            | 6,61 %         | 942         | 12,46 %     |
| Ljubljana Šiška III | VE 3                     | 31                      | 0,41 %             | 57              | 0,76 %          | 205                  | 2,74 %               | 88            | 1,18 %        | 87           | 1,16 %       | 2.120        | 28,32 %      | 3.235       | 43,21 %     | 561            | 7,49 %         | 1.103       | 14,73 %     |
| Ljubljana Šiška IV | VE 3                     | 40                      | 0,36 %             | 92              | 0,84 %          | 230                  | 2,09 %               | 139           | 1,26 %        | 127          | 1,15 %       | 3.642        | 33,10 %      | 4,261       | 38,73 %     | 877            | 7,97 %         | 1.594       | 14,49 %     |
| Kočevje | VE 4                     | 22                      | 0,41 %             | 22              | 0,41 %          | 73                   | 1,35 %               | 56            | 1,03 %        | 78           | 1,44 %       | 1.233        | 22,77 %      | 3.121       | 57,64 %     | 296            | 5,47 %         | 514         | 9,49 %      |
| Ribnica | VE 4                     | 47                      | 0,85 %             | 51              | 0,92 %          | 58                   | 1,05 %               | 58            | 1,05 %        | 71           | 1,29 %       | 1.314        | 23,80 %      | 2.141       | 38,77 %     | 668            | 12,10 %        | 1.114       | 20,17 %     |
| Grosuplje | VE 4                     | 117                     | 0,79 %             | 176             | 1,19 %          | 304                  | 2,05 %               | 112           | 0,75 %        | 185          | 1,25 %       | 3.596        | 24,22 %      | 6.021       | 40,55 %     | 1.344          | 9,05 %         | 2.992       | 20,15 %     |
| Litija | VE 4                     | 88                      | 1,06 %             | 47              | 0,57 %          | 118                  | 1,43 %               | 73            | 0,88 %        | 145          | 1,75 %       | 2.518        | 30,41 %      | 3.581       | 43,25 %     | 565            | 6,82 %         | 1.145       | 13,83 %     |
| Ljubljana Moste - Polje I | VE 4                     | 55                      | 0,54 %             | 73              | 0,71 %          | 209                  | 2,04 %               | 119           | 1,16 %        | 112          | 1,10 %       | 3.012        | 29,45 %      | 4.476       | 43,77 %     | 776            | 7,59 %         | 1.394       | 13,63 %     |
| Ljubljana Moste - Polje II | VE 4                     | 19                      | 0,34 %             | 43              | 0,78 %          | 108                  | 1,95 %               | 117           | 2,11 %        | 65           | 1,17 %       | 1.415        | 25,55 %      | 2.960       | 53,44 %     | 327            | 5,90 %         | 485         | 8,76 %      |
| Ljubljana Moste - Polje III | VE 4                     | 37                      | 0,47 %             | 44              | 0,56 %          | 206                  | 2,64 %               | 111           | 1,42 %        | 104          | 1,33 %       | 2.136        | 27,38 %      | 3.637       | 46,62 %     | 497            | 6,37 %         | 1.030       | 13,20 %     |
| Ljubljana Bežigrad I | VE 4                     | 53                      | 0,50 %             | 55              | 0,52 %          | 297                  | 2,81 %               | 118           | 1,12 %        | 115          | 1,09 %       | 3.115        | 29,45 %      | 4.522       | 42,75 %     | 814            | 7,70 %         | 1.488       | 14,07 %     |
| Ljubljana Bežigrad II | VE 4                     | 32                      | 0,38 %             | 43              | 0,51 %          | 306                  | 3,64 %               | 114           | 1,36 %        | 105          | 1,25 %       | 2.506        | 29,79 %      | 3.716       | 44.71 %     | 508            | 6,04 %         | 1.037       | 12,33 %     |
| Domžale I | VE 4                     | 52                      | 0,41 %             | 53              | 0,42 %          | 177                  | 1,39 %               | 89            | 0,70 %        | 168          | 1,32 %       | 5.069        | 39,71 %      | 4.398       | 34,45 %     | 1.381          | 10,82 %        | 1.379       | 10,80 %     |
| Domžale II | VE 4                     | 46                      | 0,41 %             | 53              | 0,48 %          | 187                  | 1,68 %               | 88            | 0,79 %        | 104          | 0,94 %       | 4.365        | 39,20 %      | 4.144       | 37,29 %     | 815            | 7,33 %         | 1.320       | 11,88 %     |
| Šentjur pri Celju | VE 5                     | 48                      | 0,64 %             | 32              | 0,43 %          | 124                  | 1,65 %               | 89            | 1,19 %        | 177          | 2,36 %       | 1.732        | 23,07 %      | 3.722       | 49,59 %     | 508            | 6,77 %         | 1.074       | 14,31 %     |
| Celje I | VE 5                     | 111                     | 0,88 %             | 63              | 0,50 %          | 200                  | 1,59 %               | 132           | 1,05 %        | 281          | 2,23 %       | 3.059        | 24,27 %      | 6.092       | 48,33 %     | 809            | 6,42 %         | 1.858       | 14,74 %     |
| Celje II | VE 5                     | 86                      | 0,97 %             | 62              | 0,70 %          | 190                  | 2,14 %               | 188           | 1,33 %        | 202          | 2,27 %       | 2.010        | 22,60 %      | 4.670       | 52,51 %     | 397            | 4,46 %         | 1.159       | 13,03 %     |
| Žalec I | VE 5                     | 70                      | 0,85 %             | 30              | 0,36 %          | 114                  | 1,38 %               | 77            | 0,93 %        | 160          | 1,94 %       | 2.035        | 24,64 %      | 4.061       | 49,18 %     | 429            | 5,19 %         | 1.282       | 15,52 %     |
| Žalec II | VE 5                     | 75                      | 0,82 %             | 46              | 0,50 %          | 134                  | 1,47 %               | 89            | 0,97 %        | 176          | 1,93 %       | 2.472        | 27,07 %      | 4.217       | 46,17 %     | 520            | 5,69 %         | 1.404       | 15,37 %     |
| Mozirje | VE 5                     | 43                      | 0,64 %             | 37              | 0,55 %          | 71                   | 1,05 %               | 32            | 0,47 %        | 101          | 1,50 %       | 2.308        | 34,22 %      | 2.440       | 36,18 %     | 572            | 8,48 %         | 1.140       | 16,90 %     |
| Velenje I | VE 5                     | 37                      | 0,54 %             | 35              | 0,51 %          | 129                  | 1,88 %               | 81            | 1,18 %        | 137          | 1,99 %       | 1.539        | 22,38 %      | 3.663       | 53,26 %     | 350            | 5,09 %         | 907         | 13,19 %     |
| Velenje II | VE 5                     | 52                      | 0,65 %             | 50              | 0,63 %          | 104                  | 1,31 %               | 74            | 0,93 %        | 177          | 2,23 %       | 1.872        | 23,53 %      | 3.819       | 48,01 %     | 533            | 6,70 %         | 1.274       | 16,02 %     |
| Slovenj Gradec | VE 5                     | 71                      | 0,83 %             | 39              | 0,46 %          | 138                  | 1,62 %               | 53            | 0,62 %        | 252          | 2,95 %       | 2.058        | 24,10 %      | 4.389       | 51,39 %     | 413            | 4,84 %         | 1.127       | 13,20 %     |
| Ravne na Koroškem | VE 5                     | 48                      | 0,51 %             | 44              | 0,47 %          | 128                  | 1,37 %               | 78            | 0,84 %        | 258          | 2,76 %       | 1.844        | 19,74 %      | 5.075       | 54,33 %     | 527            | 5,64 %         | 1.339       | 14,33 %     |
| Radlje ob Dravi | VE 5                     | 59                      | 0,64 %             | 43              | 0,46 %          | 132                  | 1,42 %               | 61            | 0,66 %        | 424          | 4,56 %       | 2.086        | 22,45 %      | 4.766       | 51,30 %     | 466            | 5,02 %         | 1,254       | 13,50 %     |
| Črnomelj | VE 6                     | 53                      | 0,54 %             | 42              | 0,43 %          | 110                  | 1,13 %               | 97            | 1,00 %        | 134          | 1,38 %       | 2.194        | 22,52 %      | 5.048       | 51,82 %     | 809            | 8,30 %         | 1.255       | 12,88 %     |
| Novo mesto I | VE 6                     | 82                      | 0,67 %             | 74              | 0,61 %          | 103                  | 0,84 %               | 122           | 1,00 %        | 181          | 1,48 %       | 2.782        | 22,82 %      | 5.900       | 48,39 %     | 1.119          | 9,18 %         | 1.830       | 15,01 %     |
| Novo mesto II | VE 6                     | 73                      | 0,63 %             | 60              | 0,51 %          | 247                  | 2,11 %               | 175           | 1,50 %        | 153          | 1,31 %       | 2.530        | 21,66 %      | 6.001       | 51,38 %     | 801            | 6,86 %         | 1.639       | 14,03 %     |
| Trebnje | VE 6                     | 81                      | 1,04 %             | 52              | 0,66 %          | 123                  | 1,57 %               | 68            | 0,87 %        | 154          | 1,97 %       | 1.961        | 25,07 %      | 3.669       | 49,91 %     | 665            | 8,50 %         | 1.048       | 13,40 %     |
| Brežice | VE 6                     | 67                      | 0,85 %             | 59              | 0,75 %          | 163                  | 2,07 %               | 93            | 1,18 %        | 179          | 2,27 %       | 1.843        | 23,41 %      | 4.080       | 51,82 %     | 475            | 6,03 %         | 915         | 11,62 %     |
| Krško | VE 6                     | 101                     | 1,03 %             | 57              | 0,58 %          | 123                  | 1,25 %               | 96            | 0,97 %        | 250          | 2,54 %       | 2.562        | 26,00 %      | 4.784       | 48,56 %     | 629            | 6,38 %         | 1.250       | 12,69 %     |
| Sevnica | VE 6                     | 66                      | 0,99 %             | 33              | 0,49 %          | 79                   | 1,18 %               | 55            | 0,82 %        | 115          | 1,72 %       | 1.923        | 28,82 %      | 3.020       | 45,26 %     | 386            | 5,78 %         | 996         | 14,93 %     |
| Laško | VE 6                     | 39                      | 0,56 %             | 41              | 0,59 %          | 88                   | 1,27 %               | 71            | 1,02 %        | 137          | 1,98 %       | 1.881        | 27,15 %      | 3.326       | 48,01 %     | 491            | 7,09 %         | 854         | 12,33 %     |
| Hrastnik | VE 6                     | 15                      | 0,43 %             | 13              | 0,37 %          | 63                   | 1,80 %               | 44            | 1,26 %        | 36           | 1,03 %       | 997          | 28,53 %      | 2.002       | 57,30 %     | 108            | 3,09 %         | 216         | 6,18 %      |
| Trbovlje | VE 6                     | 40                      | 0,68 %             | 18              | 0,31 %          | 97                   | 1,65 %               | 58            | 0,99 %        | 94           | 1,60 %       | 1.529        | 26,05 %      | 3.234       | 55,10 %     | 226            | 3,85 %         | 573         | 9,76 %      |
| Zagorje ob Savi | VE 6                     | 67                      | 1,02 %             | 37              | 0,57 %          | 105                  | 1,61 %               | 54            | 0,83 %        | 97           | 1,48 %       | 2.109        | 32,25 %      | 3.038       | 46,45 %     | 417            | 6,38 %         | 616         | 9,42 %      |
| Šmarje pri Jelšah | VE 7                     | 76                      | 0,72 %             | 54              | 0,51 %          | 139                  | 1,32 %               | 135           | 1,28 %        | 261          | 2,47 %       | 2.287        | 21,64 %      | 5.302       | 50,18 %     | 924            | 8,74 %         | 1.389       | 13,14 %     |
| Slovenska Bistrica | VE 7                     | 100                     | 0,78 %             | 80              | 0,63 %          | 156                  | 1,22 %               | 123           | 0,97 %        | 552          | 4,33 %       | 2.672        | 20,97 %      | 6.301       | 49,45 %     | 823            | 6,46 %         | 1.935       | 15,19 %     |
| Slovenske Konjice | VE 7                     | 84                      | 0,96 %             | 44              | 0,50 %          | 95                   | 1,08 %               | 82            | 0,94 %        | 318          | 3,63 %       | 2.043        | 23,30 %      | 4.040       | 46,07 %     | 580            | 6,61 %         | 1.484       | 16,92 %     |
| Ruše | VE 7                     | 47                      | 0,88 %             | 24              | 0,45 %          | 67                   | 1,25 %               | 60            | 1,12 %        | 315          | 5,89 %       | 1.040        | 19,45 %      | 2.861       | 53,52 %     | 272            | 5,09 %         | 660         | 12,35 %     |
| Maribor I | VE 7                     | 52                      | 0,69 %             | 18              | 0,24 %          | 117                  | 1,56 %               | 76            | 1,01 %        | 363          | 4,83 %       | 1.475        | 19,61 %      | 3.965       | 52,73 %     | 428            | 5,69 %         | 1.026       | 13,64 %     |
| Maribor II | VE 7                     | 43                      | 0,49 %             | 25              | 0,28 %          | 91                   | 1,03 %               | 85            | 0,96 %        | 550          | 6,24 %       | 1.631        | 18,50 %      | 4.781       | 52,24 %     | 528            | 5,99 %         | 1.080       | 12,25 %     |
| Maribor III | VE 7                     | 56                      | 0,76 %             | 19              | 0,26 %          | 93                   | 1,26 %               | 87            | 1,18 %        | 411          | 5,58 %       | 1.230        | 16,70 %      | 3.943       | 53,54 %     | 413            | 5,61 %         | 1.112       | 15,10 %     |
| Maribor IV | VE 7                     | 38                      | 0,74 %             | 17              | 0,33 %          | 150                  | 2,91 %               | 59            | 1,15 %        | 247          | 4,80 %       | 1.034        | 20,07 %      | 2.635       | 51,16 %     | 311            | 6,04 %         | 660         | 12,81 %     |
| Maribor V | VE 7                     | 32                      | 0,54 %             | 18              | 0,30 %          | 89                   | 1,49 %               | 85            | 1,43 %        | 322          | 5,40 %       | 1.041        | 17,46 %      | 3.339       | 56,01 %     | 310            | 5,20 %         | 725         | 12,16 %     |
| Maribor VI | VE 7                     | 35                      | 0,52 %             | 28              | 0,42 %          | 121                  | 1,81 %               | 91            | 1,36 %        | 350          | 5,25 %       | 1.230        | 18,45 %      | 3.721       | 55,81 %     | 300            | 4,50 %         | 791         | 11,86 %     |
| Maribor VII | VE 7                     | 23                      | 0,44 %             | 19              | 0,36 %          | 79                   | 1,50 %               | 52            | 0,99 %        | 362          | 6,88 %       | 958          | 18,21 %      | 2.948       | 56,05 %     | 246            | 4,68 %         | 573         | 10,89 %     |
| Lendava | VE 8                     | 56                      | 0,73 %             | 58              | 0,76 %          | 85                   | 1,11 %               | 63            | 0,82 %        | 175          | 2,29 %       | 1.007        | 13,16 %      | 4.447       | 58,11 %     | 845            | 11,04 %        | 917         | 11,98 %     |
| Ormož | VE 8                     | 87                      | 1,31 %             | 32              | 0,48 %          | 73                   | 1,10 %               | 69            | 1,04 %        | 243          | 3,65 %       | 1.258        | 18,91 %      | 3.451       | 51,86 %     | 628            | 9,44 %         | 813         | 12,22 %     |
| Ljutomer | VE 8                     | 66                      | 0,99 %             | 42              | 0,63 %          | 102                  | 1,53 %               | 73            | 1,10 %        | 142          | 2,14 %       | 1.440        | 21,66 %      | 3.555       | 54,47 %     | 463            | 6,96 %         | 765         | 11,51 %     |
| Murska Sobota I | VE 8                     | 111                     | 0,99 %             | 76              | 0,68 %          | 159                  | 1,41 %               | 105           | 0,93 %        | 284          | 2,53 %       | 1.616        | 14,38 %      | 7.019       | 62,46 %     | 729            | 6,49 %         | 1.139       | 10,14 %     |
| Murska Sobota II | VE 8                     | 104                     | 0,94 %             | 49              | 0,44 %          | 221                  | 1,99 %               | 113           | 1,02 %        | 210          | 1,89 %       | 1.794        | 16,13 %      | 6.419       | 57,73 %     | 898            | 8,08 %         | 1.311       | 11,79 %     |
| Gornja Radgona | VE 8                     | 94                      | 1,19 %             | 49              | 0,62 %          | 101                  | 1,27 %               | 74            | 0,93 %        | 368          | 4,64 %       | 1.344        | 16,96 %      | 4.297       | 54,23 %     | 639            | 8,07 %         | 957         | 12,08 %     |
| Lenart | VE 8                     | 65                      | 1,00 %             | 45              | 0,70 %          | 75                   | 1,16 %               | 73            | 1,13 %        | 332          | 5,13 %       | 1.234        | 19,06 %      | 3.087       | 47,68 %     | 629            | 9,72 %         | 934         | 14,43 %     |
| Pesnica | VE 8                     | 42                      | 0,67 %             | 32              | 0,51 %          | 61                   | 0,98 %               | 41            | 0,66 %        | 339          | 5,44 %       | 1.037        | 16,63 %      | 3.051       | 48,92 %     | 589            | 9,44 %         | 1.045       | 16,75 %     |
| Ptuj I | VE 8                     | 436                     | 4,36 %             | 37              | 0,37 %          | 101                  | 1,01 %               | 95            | 0,95 %        | 454          | 4,54 %       | 1.740        | 17,40 %      | 5.013       | 50,13 %     | 748            | 7,48 %         | 1.377       | 13,77 %     |
| Ptuj II | VE 8                     | 166                     | 2,18 %             | 24              | 0,32 %          | 121                  | 1,59 %               | 86            | 1,13 %        | 288          | 3,78 %       | 1.343        | 17,65 %      | 4.044       | 53,13 %     | 455            | 5,98 %         | 1.084       | 14,24 %     |
| Ptuj III | VE 8                     | 232                     | 2,84 %             | 47              | 0,58 %          | 66                   | 0,81 %               | 79            | 0,97 %        | 360          | 4,41 %       | 1.495        | 18,30 %      | 4.059       | 49,68 %     | 589            | 7,21 %         | 1.243       | 15,21 %     |
| Volilni okraj | Volilni okraj            | Suzana Lara Krause      | Suzana Lara Krause | Angelca Likovič | Angelca Likovič | Maja Makovec Brenčič | Maja Makovec Brenčič | Boris Popovič | Boris Popovič | Andrej Šiško | Andrej Šiško | Marjan Šarec | Marjan Šarec | Borut Pahor | Borut Pahor | Ljudmila Novak | Ljudmila Novak | Romana Tomc | Romana Tomc |
| Volilni okraj | Volilni okraj            |                         |                    |                 |                 |                      |                      |               |               |              |              |              |              |             |             |                |                |             |             |
| |                          |                         |                    |                 |                 |                      |                      |               |               |              |              |              |              |             |             |                |                |             |             |
| Legenda: \| najboljši izid kandidata \| najslabši izid kandidata \| zmaga v volilnem okraju \| več kot 50% glasov \| \| ------------------------ \| ------------------------ \| ----------------------- \| ------------------ \| Vir: DVK |                          |                         |                    |                 |                 |                      |                      |               |               |              |              |              |              |             |             |                |                |             |             |
| najboljši izid kandidata | najslabši izid kandidata | zmaga v volilnem okraju | več kot 50% glasov |                 |                 |                      |                      |               |               |              |              |              |              |             |             |                |                |             |             |

#### Analiza rezultatov prvega kroga
Borut Pahor, neodvisni kandidat, s podporo SD, je dosegel 47,2 % glasov, in po mnenju nekaterih političnih analitikov, zaradi kritičnih izjav Milana Kučana in Janeza Janše, ostal brez zmage v prvem krogu volitev. Zmagal je v 85 od 88 volilnih okrajih in v vseh volilnih enotah. Absolutno zmago (več kot 50 % glasov) je dosegel v 34 volilnih okrajih in 3 volilnih enotah. Nekoliko nepričakovano je najboljši rezultat dosegel v volilni enoti Ptuj in volilnem okraju Murska Sobota I, ki sicer velja za bazo stranke SD (domači okraj Dejana Židana) in ne v domači volilni enoti Postojna. Najslabši rezultat je pričakovano dosegel v volilni enoti Kranj, ki je domača volilna enota njegovega največjega tekmeca Marjana Šarca. Pahor je v prvem krogu dosegel četrti najboljši rezultat v zgodovini prvih krogov predsedniških volitev.
Marjan Šarec, kandidat svoje stranke LMŠ, je dosegel 24,7 % glasov in se skupaj z aktualnim predsednikom uvrstil v drugi krog glasovanja. Najvišjo podporo je pričakovano dobil v prvi volilni enoti Kranj. Zmagal je v treh volilnih okrajih, med drugim v domačem Kamniku (celo z absolutno večino glasov), poleg tega pa še v obeh domžalskih volilnih okrajih. V nekaterih okrajih se je močno približal Borutu Pahorju. Najslabši rezultat je dosegel v volilni enoti Ptuj, kar je pričakovano, ker je najbolj oddaljena, od njegovega lokalnega okolja, kjer ima najmočnejšo volilno bazo.
Romana Tomc, SDS, je prav tako dosegla najboljši rezultat v volilni enoti Kranj, najslabšega pa v sosednji Postojni. Med volilnimi okraji se najbolje odrezala v Škofji Loki II. Kot razloge za njen slabši rezultat (slabši od Milana Zvera leta 2012) se omenja predvsem premajhna podpora s strani stranke in prepozen vstop v predsedniško kampanjo, v katero je vstopila šele konec septembra. Na njen rezultat je verjetno vplivala tudi njena odsotnost iz državne politike v zadnjih letih, zaradi službovanja v Evropskem parlamentu, pred tem je bila poslanka DZ in njegova podpredsednica.
Ljudmila Novak, NSi, je dosegla najboljši rezultat na Ptuju, najslabšega pa v Celju. Dosegla naj bi rezultat, ki je v maksimalnem dosegu njene stranke, okrog 7%. Skupaj z Romano Tomc, sta dosegli manj glasov kot Milan zver leta 2012 in Lojze Peterle leta 2007, ki sta bila skupna kandidata teh dveh strank. To se je razumelo kot še en velik poraz pomladnih strank, ki ne najdejo pravega kandidata proti kandidatom levice, ki so do danes, slavili na vseh predsedniških volitvah. Škodila naj bi ji tudi kandidatura Angelce Likovič, ki s svojo stranko posega v volilno bazo Nove Slovenije, vendar tudi ona ni dosegla vidnejšega rezultata.
Andrej Šiško, kandidat Zedinjene Slovenije, je dosegel najboljši rezultat v domači volilni enoti Maribor. Drugod po državi ni dosegal bolj odmevnih rezultatov, kar je predvsem vzrok njegove neprepoznavnosti na državni ravni. Je pa dosegel 5. rezultat in s tem po mnenju nekaterih pomeni pozitivno presenečenje. Na število njegovih glasov je vplivalo predvsem splošno nezadovoljstvo nad aktualno politično garnituro, ki ji Šiško ostro nasprotuje.
Boris Popovič, kandidat svoje stranke Slovenija za vedno, dosegel dober rezultat predvsem v svojem lokalnem območju, na Primorskem, oz. v Kopru. Drugje v državi, ni dosegel opaznejšega rezultata. Največ glasov, celo 21,9 % je dosegel v domačem Kopru.
Maja Makovec Brenčič, kandidatka največje vladne stranke SMC (sicer ni članica stranke), je dosegla zgolj 1,7 % glasov in tako skupaj s stranko, pol leta pred parlamentarnimi volitvami doživela velik poraz. SMC je kot vzroke za nizko podporo navedla predvsem prepozen vstop v predsedniško kampanjo. Najboljši rezultat je dosegla v okraju Ljubljana Center, kjer je dosegla slabih 5 % glasov. Sicer pa je v vseh volilnih enotah dosegla relativno podobno podporo, ki se je gibala okrog 1,5 %. Na njen rezultat je po mnenju analitikov najbolj vplivala nepriljubljenost vlade in največje parlamentarne stranke SMC ter ti. Afera z dodatki za stalno pripravljenost.
Suzana Lara Krause, kandidatka SLS, ki je kot zadnja vložila kandidaturo, je po pričakovanjih dosegla slab rezultat, ki je predvsem posledica njene neprepoznavnosti in pa tudi trenutnega položaja stranke SLS, ki je bila ob izpadu iz parlamenta na državnozborskih volitvah leta 2014, potisnjena na rob političnega dogajanja in se ni veliko pojavljala v medijih. Nastop njihove kandidatke se je razumel predvsem kot priprava na državnozborske volitve leta 2018. Najboljši rezultat je dosegla v volilni enoti Ptuj.
Angelca Likovič, Glas za otroke, je dosegla najmanjše število glasov v zgodovini prvih krogov predsedniških volitev. Njena kandidatura se je razumela predvsem kot priprava na parlamentarne volitve, ki pa se jim je po mnenju nekaterih, negativno obrestovala. Politika, ki jo zagovarja Likovičeva, in njena stranka, ima ozko volilno bazo, ki so je deli predvsem z NSi in delno še z SDS, in zato boljšega rezultat ob dveh uveljavljenih strankah, ki sta obe ponudili svoji kandidatki, niti ni mogla pričakovati. Najboljši rezultat je dosegla v domačem Grosuplju.

### Drugi krog
| Pahor | Šarec |
| ----- | ----- |

#### Rezultati drugega kroga predsedniških volitev po volilnih enotah
| Kandidat | Kandidat                 | I. VOLILNA ENOTA Kranj | I. VOLILNA ENOTA Kranj | II. VOLILNA ENOTA Postojna | II. VOLILNA ENOTA Postojna | III. VOLILNA ENOTA Ljubljana Center | III. VOLILNA ENOTA Ljubljana Center | IV. VOLILNA ENOTA Ljubljana Bežigrad | IV. VOLILNA ENOTA Ljubljana Bežigrad | V. VOLILNA ENOTA Celje | V. VOLILNA ENOTA Celje | VI. VOLILNA ENOTA Novo mesto | VI. VOLILNA ENOTA Novo mesto | VII. VOLILNA ENOTA Maribor | VII. VOLILNA ENOTA Maribor | VIII. VOLILNA ENOTA Ptuj | VIII. VOLILNA ENOTA Ptuj |
| Kandidat | Kandidat                 | Št. glasov             | %                      | Št. glasov                 | %                          | Št. glasov                          | %                                   | Št. glasov                           | %                                    | Št. glasov             | %                      | Št. glasov                   | %                            | Št. glasov                 | %                          | Št. glasov               | %                        |
| --- | ------------------------ | ---------------------- | ---------------------- | -------------------------- | -------------------------- | ----------------------------------- | ----------------------------------- | ------------------------------------ | ------------------------------------ | ---------------------- | ---------------------- | ---------------------------- | ---------------------------- | -------------------------- | -------------------------- | ------------------------ | ------------------------ |
| | Borut Pahor              |                        |                        |                            |                            |                                     |                                     |                                      |                                      |                        |                        |                              |                              |                            |                            |                          |                          |
| | Marjan Šarec             |                        |                        |                            |                            |                                     |                                     |                                      |                                      |                        |                        |                              |                              |                            |                            |                          |                          |
| |                          |                        |                        |                            |                            |                                     |                                     |                                      |                                      |                        |                        |                              |                              |                            |                            |                          |                          |
| Skupaj glasov |                          |                        |                        |                            |                            |                                     |                                     |                                      |                                      |                        |                        |                              |                              |                            |                            |                          |                          |
| |                          |                        |                        |                            |                            |                                     |                                     |                                      |                                      |                        |                        |                              |                              |                            |                            |                          |                          |
| Veljavne glasovnice |                          |                        |                        |                            |                            |                                     |                                     |                                      |                                      |                        |                        |                              |                              |                            |                            |                          |                          |
| Neveljavne glasovnice |                          |                        |                        |                            |                            |                                     |                                     |                                      |                                      |                        |                        |                              |                              |                            |                            |                          |                          |
| Volilna udeležba |                          |                        |                        |                            |                            |                                     |                                     |                                      |                                      |                        |                        |                              |                              |                            |                            |                          |                          |
| Št. volilnih upravičencev |                          |                        |                        |                            |                            |                                     |                                     |                                      |                                      |                        |                        |                              |                              |                            |                            |                          |                          |
| |                          |                        |                        |                            |                            |                                     |                                     |                                      |                                      |                        |                        |                              |                              |                            |                            |                          |                          |
| Vir: DVK \| najboljši izid kandidata \| najslabši izid kandidata \| zmaga v volilni enoti \| več kot 50 % glasov \| \| ------------------------ \| ------------------------ \| --------------------- \| ------------------- \| |                          |                        |                        |                            |                            |                                     |                                     |                                      |                                      |                        |                        |                              |                              |                            |                            |                          |                          |
| najboljši izid kandidata | najslabši izid kandidata | zmaga v volilni enoti  | več kot 50 % glasov    |                            |                            |                                     |                                     |                                      |                                      |                        |                        |                              |                              |                            |                            |                          |                          |

#### Rezultati drugega kroga predsedniških volitev po volilnih okrajih
| Volilni okraj | Volilni okraj            | Marjan Šarec | Marjan Šarec | Borut Pahor | Borut Pahor |
| --- | ------------------------ | ------------ | ------------ | ----------- | ----------- |
| Volilni okraj | Volilni okraj            |              |              |             |             |
| Volilni okraj | Volilni okraj            | Št. glasov   | %            | Št. glasov  | %           |
| Jesenice | VE 1                     |              |              |             |             |
| Radovljica I | VE 1                     |              |              |             |             |
| Radovljica II | VE 1                     |              |              |             |             |
| Kranj I | VE 1                     |              |              |             |             |
| Kranj II | VE 1                     |              |              |             |             |
| Kranj III | VE 1                     |              |              |             |             |
| Tržič | VE 1                     |              |              |             |             |
| Škofja Loka I | VE 1                     |              |              |             |             |
| Škofja Loka II | VE 1                     |              |              |             |             |
| Kamnik | VE 1                     |              |              |             |             |
| Idrija | VE 1                     |              |              |             |             |
| Tolmin | VE 2                     |              |              |             |             |
| Piran | VE 2                     |              |              |             |             |
| Izola | VE 2                     |              |              |             |             |
| Koper I | VE 2                     |              |              |             |             |
| Koper II | VE 2                     |              |              |             |             |
| Sežana | VE 2                     |              |              |             |             |
| Ilirska Bistrica | VE 2                     |              |              |             |             |
| Postojna | VE 2                     |              |              |             |             |
| Nova Gorica I | VE 2                     |              |              |             |             |
| Nova Gorica II | VE 2                     |              |              |             |             |
| Ajdovščina | VE 2                     |              |              |             |             |
| Logatec | VE 3                     |              |              |             |             |
| Vrhnika | VE 3                     |              |              |             |             |
| Ljubljana Vič - Rudnik I | VE 3                     |              |              |             |             |
| Ljubljana Vič - Rudnik II | VE 3                     |              |              |             |             |
| Ljubljana Vič - Rudnik III | VE 3                     |              |              |             |             |
| Ljubljana Vič - Rudnik IV | VE 3                     |              |              |             |             |
| Ljubljana Center | VE 3                     |              |              |             |             |
| Ljubljana Šiška I | VE 3                     |              |              |             |             |
| Ljubljana Šiška II | VE 3                     |              |              |             |             |
| Ljubljana Šiška III | VE 3                     |              |              |             |             |
| Ljubljana Šiška IV | VE 3                     |              |              |             |             |
| Kočevje | VE 4                     |              |              |             |             |
| Ribnica | VE 4                     |              |              |             |             |
| Grosuplje | VE 4                     |              |              |             |             |
| Litija | VE 4                     |              |              |             |             |
| Ljubljana Moste - Polje I | VE 4                     |              |              |             |             |
| Ljubljana Moste - Polje II | VE 4                     |              |              |             |             |
| Ljubljana Moste - Polje III | VE 4                     |              |              |             |             |
| Ljubljana Bežigrad I | VE 4                     |              |              |             |             |
| Ljubljana Bežigrad II | VE 4                     |              |              |             |             |
| Domžale I | VE 4                     |              |              |             |             |
| Domžale II | VE 4                     |              |              |             |             |
| Šentjur pri Celju | VE 5                     |              |              |             |             |
| Celje I | VE 5                     |              |              |             |             |
| Celje II | VE 5                     |              |              |             |             |
| Žalec I | VE 5                     |              |              |             |             |
| Žalec II | VE 5                     |              |              |             |             |
| Mozirje | VE 5                     |              |              |             |             |
| Velenje I | VE 5                     |              |              |             |             |
| Velenje II | VE 5                     |              |              |             |             |
| Slovenj Gradec | VE 5                     |              |              |             |             |
| Ravne na Koroškem | VE 5                     |              |              |             |             |
| Radlje ob Dravi | VE 5                     |              |              |             |             |
| Črnomelj | VE 6                     |              |              |             |             |
| Novo mesto I | VE 6                     |              |              |             |             |
| Novo mesto II | VE 6                     |              |              |             |             |
| Trebnje | VE 6                     |              |              |             |             |
| Brežice | VE 6                     |              |              |             |             |
| Krško | VE 6                     |              |              |             |             |
| Sevnica | VE 6                     |              |              |             |             |
| Laško | VE 6                     |              |              |             |             |
| Hrastnik | VE 6                     |              |              |             |             |
| Trbovlje | VE 6                     |              |              |             |             |
| Zagorje ob Savi | VE 6                     |              |              |             |             |
| Šmarje pri Jelšah | VE 7                     |              |              |             |             |
| Slovenska Bistrica | VE 7                     |              |              |             |             |
| Slovenske Konjice | VE 7                     |              |              |             |             |
| Ruše | VE 7                     |              |              |             |             |
| Maribor I | VE 7                     |              |              |             |             |
| Maribor II | VE 7                     |              |              |             |             |
| Maribor III | VE 7                     |              |              |             |             |
| Maribor IV | VE 7                     |              |              |             |             |
| Maribor V | VE 7                     |              |              |             |             |
| Maribor VI | VE 7                     |              |              |             |             |
| Maribor VII | VE 7                     |              |              |             |             |
| Lendava | VE 8                     |              |              |             |             |
| Ormož | VE 8                     |              |              |             |             |
| Ljutomer | VE 8                     |              |              |             |             |
| Murska Sobota I | VE 8                     |              |              |             |             |
| Murska Sobota II | VE 8                     |              |              |             |             |
| Gornja Radgona | VE 8                     |              |              |             |             |
| Lenart | VE 8                     |              |              |             |             |
| Pesnica | VE 8                     |              |              |             |             |
| Ptuj I | VE 8                     |              |              |             |             |
| Ptuj II | VE 8                     |              |              |             |             |
| Ptuj III | VE 8                     |              |              |             |             |
| Volilni okraj | Volilni okraj            | Marjan Šarec | Marjan Šarec | Borut Pahor | Borut Pahor |
| Volilni okraj | Volilni okraj            |              |              |             |             |
| |                          |              |              |             |             |
| Legenda: \| najboljši izid kandidata \| najslabši izid kandidata \| \| zmaga v volilnem okraju \| več kot 50% glasov \| \| ------------------------ \| ------------------------ \| Vir: DVK |                          |              |              |             |             |
| najboljši izid kandidata | najslabši izid kandidata |              |              |             |             |
| zmaga v volilnem okraju | več kot 50% glasov       |              |              |             |             |

## Dogajanje od začetka uradne volilne kampanje
- 28. september 2017

Zapletlo se je že ob izteku roka za vložitev kandidatur, ko je Državna volilna komisija odločala še o potrditvi zadnjih vloženih kandidaturah, pri čemer je zavrnila kandidaturo Aleša Ivana Cepiča, ki je h kandidaturi namesto zahtevanih 5000 podpisov volivcev priložil le 57 podpisov. Ker je DVK zavrnila njegovo kandidaturo, ima Aleš I. Cepič po odločitvi, v skladu s 17. členom Zakona o volitvah predsednika republike in 105. člena Zakona o volitvah v državni zbor, 48 ur za pritožbo na Vrhovno sodišče Republike Slovenije. Zaradi zapleta je morala DVK prestaviti žreb vrstnega reda kandidatur, ki je bilo predvideno za petek, 29. septembra 2017 ob 11h. Predsednik DVK Anton Gašper Frantar, je zagotovil, da potek volitev zaenkrat ni ogrožen. 
Pojavila so se tudi vprašanja o zakonski ureditvi pogojev za kandidiranje, zlasti zaradi kandidata Gibanja Zedinjena Slovenija Andreja Šiška, ki je bil leta 2006 obsojen na zaporno kazen 1 leto in 10 mesecev zaradi storitve kaznivega dejanja poskusa umora, ker je pod avtomobil Milana Klementa, leta 1992, skupaj s Matjažem Jeričem, podtaknil bombo. V sodnem procesu je bil takrat z njim tudi soobtoženi Zmago Jelinčič Plemeniti, ki pa je bil oproščen.
- 29. september 2017

DVK je Alešu I. Cepiču vročila odločbo o zavrnitvi kandidature, s čimer so začeli teči roki za pritožbo na odločbo.
- 30. september 2017

Aleš I. Cepič je napovedal, da bo v skladu z odločbo DVK-ja na Vrhovno sodišče vložil pritožbo. Po njegovih besedah, ker vsi kandidati v času zbiranja podpisov niso imeli enakih možnosti glede pojavljanja v medijih in tako niso bili v enakovrednem položaju glede nagovarjanja volivcev. 
- 2. oktober 2017

Vrhovno sodišče je zavrnilo pritožbo Aleša I. Cepiča na odločbo DVK-ja. DVK je sporočila, da bo žreb vrstnega reda kandidatur opravljen v torek, 3. oktobra. 
Koprsko sodišče je sklenilo, da v času volilne kampanje ne bo obravnav v katerih bi moral sodelovati tudi Boris Popovič, da le-to ne bi vplivalo na javno mnenje. 
Pojavila so se ugibanja, da naj bi Andrej Šiško, ki je kandidaturo vložil le nekaj minut pred iztekom roka za vlaganje kandidatur, manjkajoče podpise dobil od Damjana Murka, ki se je odpovedal kandidaturi, kljub temu, da naj bi zbral podpise. Do prenosa podpisov lahko pride, ker na obrazcih za podpis podpore, ni potrebno navesti, kateremu kandidatu je podpis namenjen.
- 3. oktober 2017

DVK je opravila žreb vrstnega reda kandidatov na glasovnici, ki je naslednji: 
1. Suzana Lara KRAUSE (SLS)
2. Angela (Angelca) LIKOVIČ (GOD)
3. dr. Maja MAKOVEC BRENČIČ (SMC)
4. Boris POPOVIČ (SZV)
5. Andrej ŠIŠKO (GZS)
6. Marjan ŠAREC (LMŠ)
7. Borut PAHOR (neodvisni)
8. Ljudmila NOVAK (NSi)
9. Romana TOMC (SDS)

- 4. oktober 2017

Potekalo je prvo televizijsko soočenje predsedniških kandidatov. Soočenje je potekalo na Planet TV, povabljeni so bili vsi predsedniški kandidati, z izjemo Suzane Lare Krause (SLS) in Andreja Šiška (Zedinjena Slovenija).
- 5. oktober 2017

Potekali sta soočenji vseh predsedniških kandidatov, najprej na Radio Slovenija in potem še na Televiziji Slovenija. 
Andrej Šiško je napovedal, da bi lahko odstopil od kandidature za predsednika republike, ker nimajo vsi kandidati zagotovljenih enakih pogojev kandidiranja.
Bojan Požar je objavil vrsto tvitov v katerih je napadel kandidata Marjana Šarca, med drugim tudi na račun njegovega porekla, ki ga ne pozna, saj je bil posvojen v rejniško družino. Oglasil se je tudi poslanec SDS Žan Mahnič, ki je prav tako napadel Šarca na račun njegovega porekla. Objave so bile deležne številnih kritik noben od kandidatov, pa se ni odločno izrekel o neprimernosti le-teh. To se je očitalo predvsem Borutu Pahorju, ki naj bi imel tesne stike z Bojanom Požarjem, ki se je med volilno kampanjo pokazal kot zelo naklonjen aktualnemu predsedniku Pahorju. 
- 15. oktober 2017

Oster komentar na način predsednikovanja Boruta Pahorja je objavil prvak SDS Janez Janša. Pismo: 
- 16. oktober 2017

Objavljeno je bilo ti. 'Pismo intelektualcev' v katerem je 34 posameznikov predsedniku Pahorju očitalo, da si ne zasluži novega mandata na čelu države. Med drugim so v pismu zapisali, da je Pahor institut predsendika "močno degradiral, ga dejansko izpraznil smisla in pomena, pričakovanja do vloge predsednika republike pa v pičlih petih letih znižal na minimum". "Ker je z nekaj zadnjimi izjavami dal vedeti, da takšnih praks tudi v prihodnje ne misli opustiti, se nam takšna izbira zdi celo škodljiva," Pismo: 
- 17. oktober 2017

Začelo se je predčasno glasovanje v prvem krogu predsedniških volitev.
O aktualnem predsedniku je svoje mnenje podal prvi predsednik države Milan Kučan, ki je med drugim dejal, da je Pahor molčal, se sprenevedal in izmikal. 
- 19. oktober 2017

Potekalo je zadnje televizijsko soočenje vseh kandidatov na RTV SLO. 
- 20. oktober 2017

Zaključilo se je predčasno glasovanje v prvem krogu predsedniških volitev, ki se ga je udeležilo 1,65 odstotka volilnih upravičencev, kar je več, kot na volitvah leta 2012. Rezultati bodo objavljeni v nedeljo takoj po zaprtju volišč, kot prvi neuradni rezultati. 
Potekalo je zadnje televizijsko soočenje kandidatov na POP TV, sodelovali so vsi kandidati z izjemo Suzane Lare Krause (SLS) in Andreja Šiška (Zedinjena Slovenija). 
- 21. oktober 2017

Ob 00:00 je nastopil volilni molk pred nedeljskim prvim krogom glasovanja.
- 22. oktober 2017

V prvem krogu predsedniških volitev je zmagal Borut Pahor, ki je prejel 47 % glasov, Marjan Šarec je na drugem mestu osvojil 25 % glasov. Tretja je bila Romana Tomc, četrta Ljudmila Novak, ostali kandidati pa so dobili manj kot 3 % glasov. Borut Pahor in Marjan Šarec sta se uvrstila v drugi krog glasovanja.
- 25. oktober 2017

Državna volilna komisija je razpisala drugi krog glasovanja za 12. november 2017.
- 26. oktober 2017

Stranka DeSUS je odločila, da bo v drugem krogu predsedniških volitev podprla aktualnega predsednika Boruta Pahorja. 
- 27. oktober 2017

Janez Janša, predsednik SDS, je izrazil mnenje, da je bila podpora Borutu Pahorju, na zadnjih predsedniških volitvah leta 2007, napaka. 
- 30. oktober 2017

Stranka modernega centra (SMC) je sporočila, da v drugem krogu predsedniških volitev ne more podpreti nobenega od kandidatov in dodala: "da je pravi lik predsednika republike lahko le oseba z visoko moralno avtoriteto, ki uveljavlja demokratične in humane vrednote ter predsedniški funkciji ne jemlje dostojanstva." 
Poleg Milana Kučana se je o Pahorju odklonilno izrekla tudi njegova žena Štefka Kučan, ki Pahorju očita izmikanje odgovornosti. 
- 2. november 2017

DVK je objavila končne izide prvega kroga glasovanja, po tem, ko je preštela še glasove po pošti iz tujine.
Potekali sta prvi soočenji predsedniških kandidatov na RTV SLO pred drugim krogom glasovanja.

## Predvolilna soočenja
Seznam predvolilnih oddaj in soočenje v slovenskih medijih: 
| Datum                 | Čas   | Medij     | Program                | Naslov                                                                 |
| --------------------- | ----- | --------- | ---------------------- | ---------------------------------------------------------------------- |
| PRVI KROG GLASOVANJA  |       |           |                        |                                                                        |
| 28. september 2017    | 22:00 | PROPLUS   | POP TV                 | 24ur Zvečer (Soočenje - Novak, Pahor, Šarec, Tomc)                     |
| 4. oktober 2017       | 21:15 | Planet TV | Planet TV              | #predsedniških7 (brez S. L. Krause in A. Šiška)                        |
| 5. oktober 2017       | 17:00 | RTV SLO   | Radio Slovenija 1      | Prvo soočenje                                                          |
| 5. oktober 2017       | 20:00 | RTV SLO   | Televizija Slovenija 1 | Prvo soočenje                                                          |
| 14. oktober 2017      | 19:00 | PROPLUS   | POP TV                 | 24UR                                                                   |
| 17. oktober 2017      | 20:00 | RTV SLO   | MMC in Facebook        | Grem volit! Pogovor predsedniških kandidatov z mladimi                 |
| 18. oktober 2017      | 18:00 | PROPLUS   | A Kanal                | Svet - Soočenje z mladimi (Pahor, Šarec, Novak)                        |
| 18. oktober 2017      | 18:00 | PROPLUS   | A Kanal                | Svet - Soočenje s starejšimi (Makovec Brenčič, Popovič, Tomc, Likovič) |
| 18. oktober 2017      | 20:00 | Nova24TV  | Nova24TV               | Veliko soočenje                                                        |
| 19. oktober 2017      | 17:00 | RTV SLO   | Radio Slovenija 1      | Drugo soočenje                                                         |
| 19. oktober 2017      | 20:00 | RTV SLO   | Televizija Slovenija 1 | Drugo soočenje                                                         |
| 20. oktober 2017      | 19:30 | RTV SLO   | TV Koper - Capodistria | Predstavitev kandidatov za predsednika republike                       |
| 20. oktober 2017      | 21:00 | PROPLUS   | POP TV                 | Veliko soočenje                                                        |
|                       |       |           |                        |                                                                        |
| DRUGI KROG GLASOVANJA |       |           |                        |                                                                        |
| 26. oktober 2017      | 22:00 | PROPLUS   | POP TV                 | 24ur Zvečer                                                            |
| 2. november 2017      | 17:00 | RTV SLO   | Radio Slovenija 1      | Prvo soočenje                                                          |
| 2. november 2017      | 20:00 | RTV SLO   | Televizija Slovenija 1 | Prvo soočenje                                                          |
| 3. november 2017      | 20:00 | Planet TV | Planet TV              | Finalno predsedniško soočenje                                          |
| 4. november 2017      | 19:00 | PROPLUS   | POP TV                 | 24UR                                                                   |
| 9. november 2017      | 17:00 | RTV SLO   | Radio Slovenija 1      | Drugo soočenje                                                         |
| 9. november 2017      | 20:00 | RTV SLO   | Televizija Slovenija 1 | Drugo soočenje                                                         |
| 10. november 2017     | 21:00 | PROPLUS   | POP TV                 | Veliko soočenje                                                        |

Radiotelevizija Slovenija mora, v skladu z Zakonom o volilni in referendumski kampanji in Zakonom o Radioteleviziji Slovenija, vsem uradnim kandidatom brezplačno zagotoviti del programskega časa za njihovo predstavitev, pri čemer mora biti vsem namenjen enak čas in enaki pogoji.

## Odlok o razpisu volitev in pravna podlaga
| Besedilo odloka o razpisu volitev: |
| --- |
| "Na podlagi petega odstavka 103. člena Ustave Republike Slovenije in prvega odstavka 5. člena Zakona o volitvah predsednika republike (Uradni list RS, št. 39/92 in 73/03 – odločba Ustavnega sodišča) izdajam O D L O K o razpisu volitev predsednika republike I Razpisujem volitve predsednika republike. II Volitve predsednika republike bodo v nedeljo, 22. 10. 2017. III Za dan razpisa volitev, s katerim začno teči roki za volilna opravila, se šteje 21. 8. 2017. IV Za izvršitev tega odloka skrbi Državna volilna komisija. Št. 004-03/17-5/3 Ljubljana, dne 11. avgusta 2017 dr. Milan Brglez l.r. Predsednik Državnega zbora" |

| 5. odstavek 103. člena Ustave Republike Slovenije : "Volitve za predsednika republike razpiše predsednik državnega zbora. Predsednik republike mora biti izvoljen najkasneje 15 dni pred potekom mandatne dobe prejšnjega predsednika." 1. odstavek 5. člena Zakona o volitvah predsednika republike : "Volitve predsednika republike razpiše predsednik državnega zbora." 2. odstavek 24. člena Zakona o volitvah predsednika republike : "Ponovno glasovanje razpiše republiška volilna komisija. Razpis se objavi v Uradnem listu Republike Slovenije." |

| Besedilo odloka o razpisu ponovnega glasovanja: |
| --- |
| "Na podlagi drugega odstavka 24. člena Zakona o volitvah predsednika republike (Uradni list RS, št. 39/92 in 73/03 – odločba Ustavnega sodišča) Državna volilna komisija izdaja O D L O K o razpisu ponovnega glasovanja na volitvah predsednika republike I Ker noben kandidat na glasovanju, ki je bilo v nedeljo, 22. 10. 2017, ni dobil večine veljavnih glasov, se glasovanje ponovi. Glasovanje se ponovi med kandidatoma, ki sta dobila največ glasov. II Kandidata sta: 1. Kandidat: Borut Pahor, roj. 2. 11. 1963, stanujoč Na pristavi 47, Šempeter pri Gorici, Šempeter-Vrtojba, diplomirani politolog, Predsednik Republike Slovenije Predlagatelj: mag. Dejan Židan in skupina volivcev 2. Kandidat: Marjan šarec, roj. 2. 12. 1977, stanujoč Šmarca, Jeranova 13, Kamnik, univerzitetni diplomirani igralec, župan Predlagatelj: Lista Marjana Šarca III Ponovno glasovanje bo v nedeljo, 12.11.2017 Številka: 041-2/2017-15 Datum: 25.10.2017 Anton Gašper Frantar Predsednik" |

## Rokovnik volitev
Rokovnik je izdala Državna volilna komisija: 
| Datum                  | Ura          | Opravilo                                                                              |
| ---------------------- | ------------ | ------------------------------------------------------------------------------------- |
| 21. avgust 2017        | 00:00        | začetek volilnih opravil                                                              |
| 22. september 2017     |              | začetek uradne volilne kampanje                                                       |
| 27. september 2017     | 24:00        | zadnji dan za vložitev uradnih kandidatur na DVK                                      |
| 2. oktober 2017        | 24:00        | zadnji dan za umik soglasij h kandidaturi                                             |
| 3. oktober 2017        |              | žreb vrstnega reda kandidatur (klub Cankarjevega doma) - PRESTAVLJEN                  |
| 6. oktober 2017        |              | DVK objavi uradni seznam kandidatur                                                   |
| 17. - 19. oktober 2017 |              | predčasno glasovanje v prvem krogu glasovanja (na sedežih okrajnih volilnih komisij)  |
| 20. oktober 2017       | 24:00        | pričetek volilnega molka pred prvim krogom splošnega glasovanja                       |
| 22. oktober 2017       | 7:00 - 19:00 | prvi krog splošnega glasovanja                                                        |
| do 26. oktobra 2017    |              | ugotavljanje izida glasovanja po pošti oz. glasovanja v tujini                        |
| 7. - 9. november 2017  |              | predčasno glasovanje v drugem krogu glasovanja (na sedežih okrajnih volilnih komisij) |
| 10. november 2017      | 24:00        | pričetek volilnega molka pred drugim krogom splošnega glasovanja                      |
| 12. november 2017      | 7:00 - 19:00 | drugi krog splošnega glasovanja                                                       |
| po 12. novembru 2017   |              | objava uradnih rezultatov glasovanja                                                  |

## Kandidati
Kandidat lahko, v skladu z 11. členom, 2. odstavkom 12. člena in 13. členom Zakona o volitvah predsednika republike, postane, na dan volitev polnoletni državljan Republike Slovenije, na predlog:
- skupine najmanj desetih poslancev Državnega zbora,
- registrirane politične stranke in s podporo najmanj treh poslancev Državnega zbora ali najmanj 3000 volivcev,
- skupine najmanj 5000 volivcev.[4]

Vsaka politična stranka lahko predlaga samo enega kandidata, lahko pa več političnih strank predlaga skupnega kandidata. Vsak volivec ali poslanec lahko s podpisom podpre samo eno kandidaturo.

### Uradni kandidati
[Kandidati so razporejeni po abecednem vrstnem redu.]
| Št. kand. (žreb) | Slika              | Kandidat                 | Kandidat                                      | Datum vložitve kandidature | Starost | Izobrazba                                                       | Dosedanje politične funkcije | Predlagatelj kandidature                                                                                    | Vir                                |
| Št. kand. (žreb) | Slika              | Kandidat                 | Kandidat                                      | Datum potrditve kandidature | Starost | Poklic                                                          | Ostale funkcije in zaposlitve | Podpora | Vir                                |
| ---------------- | ------------------ | ------------------------ | --------------------------------------------- | --- | ------- | --------------------------------------------------------------- | --- | --- | ---------------------------------- |
| 1                |                    | Suzana Lara Krause       |                                               | 27. september 2017 | 38      | profesorica slovenščine in ruščine                              | - predsednica Slovenske ženske zveze pri SLS (od 2014) | SLS - Slovenska ljudska stranka                                                                             | [ 28 ] [ 29 ] [ 30 ] [ 31 ]        |
| 1                | 28. september 2017 | Suzana Lara Krause       | samostojna podjetnica, prevajalka             | - delo v družinskem podjetju - samostojna podjetnica (prevajanje in jezikovno poučevanje) | 38      | 3000 volivcev                                                   | | | [ 28 ] [ 29 ] [ 30 ] [ 31 ]        |
| 2                |                    | Angela (Angelca) Likovič |                                               | 25. september 2017 | 73      | univerzitetna diplomirana organizatorka                         | - državna sekretarka na Ministrstvu za šolstvo in šport (2000) | Glas za otroke in družine                                                                                   | [ 32 ] [ 33 ] [ 34 ] [ 35 ]        |
| 2                | 28. september 2017 | Angela (Angelca) Likovič | upokojenka                                    | - učiteljica na podružnični OŠ Žalna - direktorica Delavske univerze v Grosupljem - ravnateljica OŠ Majde Vrhovnik | 73      | 3000 volivcev                                                   | | | [ 32 ] [ 33 ] [ 34 ] [ 35 ]        |
| 3                |                    | Maja Makovec Brenčič     |                                               | 15. september 2017 | 48      | doktorica znanosti s področja ekonomije                         | - ministrica za izobraževanje, znanost in šport (od 2014) | Stranka modernega centra - SMC                                                                              | [ 36 ] [ 37 ] [ 38 ] [ 39 ]        |
| 3                | 19. september 2017 | Maja Makovec Brenčič     | ministrica za izobraževanje, znanost in šport | - prorektorica Univerze v Ljubljani (2013-2014) - redna profesorica na Ekonomski fakulteti (od 2011) - predsednica Sveta Nacionalne agencije za kakovost v visokem šolstvu (2010-2013) - prodekanja Ekonomske fakultete (2009-2013)                                            | 48      | 3 poslanci Državnega zbora                                      | | | [ 36 ] [ 37 ] [ 38 ] [ 39 ]        |
| 8                |                    | Ljudmila Novak           |                                               | 8. september 2017 | 58      | profesorica nemščine in slovenščine                             | - županja Občine Moravče (2001–2004) - slovenska poslanka v Evropskem parlamentu (2004–2008) - predsednica Nove Slovenije (od 2008) - poslanka Državnega zbora Republike Slovenije (od 2011) - podpredsednica Državnega zbora Republike Slovenije (2011–2014) - podpredsednica Vlade Republike Slovenije (2012-2013) - ministrica za Slovence v zamejstvu in tujini (2012–2013)                                                                                      | Nova Slovenija - krščanski demokrati                                                                        | [ 40 ] [ 41 ] [ 42 ] [ 43 ]        |
| 8                | 13. september 2017 | Ljudmila Novak           | poslanka DZ                                   | - profesorica slovenščine in nemščine na SŠC Murska Sobota | 58      | 3 poslanci Državnega zbora                                      | | | [ 40 ] [ 41 ] [ 42 ] [ 43 ]        |
| 7                |                    | Borut Pahor              |                                               | 20. september 2017 | 53      | univerzitetni diplomirani politolog (smer mednarodna dejavnost) | - poslanec Skupščine SR Slovenije (1990–1992) - poslanec Državnega zbora Republike Slovenije (1992–2004, 2008, 2011) - podpredsednik Državnega zbora Republike Slovenije (1996–1997) - predsednik Združene liste socialnih demokratov (1997–2012) - predsednik Državnega zbora Republike Slovenije (2000–2004) - slovenski poslanec v Evropskem parlamentu (2004–2008) - predsednik Vlade Republike Slovenije (2008–2012) - predsednik Republike Slovenije (od 2012) | mag. Dejan Židan in skupina volivcev podpora: Socialni demokrati Demokratična stranka upokojencev Slovenije | [ 44 ] [ 45 ] [ 46 ] [ 47 ] [ 48 ] |
| 7                | 22. september 2017 | Borut Pahor              | predsednik države                             | / | 53      | 5000 volivcev                                                   | | | [ 44 ] [ 45 ] [ 46 ] [ 47 ] [ 48 ] |
| 4                |                    | Boris Popovič            |                                               | 25. september 2017 | 54      | gimnazijski maturant                                            | - župan Mestne Občine Koper (od 2000) - svetnik Državnega sveta Republike Slovenije | Slovenija za vedno                                                                                          | [ 49 ] [ 50 ] [ 51 ] [ 52 ]        |
| 4                | 28. september 2017 | Boris Popovič            | župan                                         | - samostojni podjetnik (gostinstvo, turizem, tekstil) | 54      | 3000 volivcev                                                   | | | [ 49 ] [ 50 ] [ 51 ] [ 52 ]        |
| 6                |                    | Marjan Šarec             |                                               | 11. september 2017 | 39      | univerzitetni diplomirani igralec                               | - župan Občine Kamnik (od 2010) - predsednik Liste Marjana Šarca - Naprej Kamnik | Lista Marjana Šarca                                                                                         | [ 53 ] [ 54 ] [ 55 ] [ 56 ]        |
| 6                | 13. september 2017 | Marjan Šarec             | župan                                         | - novinar in urednik na RTV SLO - dramski igralec in imitator | 39      | 3000 volivcev                                                   | | | [ 53 ] [ 54 ] [ 55 ] [ 56 ]        |
| 5                |                    | Andrej Šiško             |                                               | 27. september 2017 | 48      | inženir informatike                                             | - predsednik Gibanja Zedinjena Slovenija (od 2014) | Gibanje Zedinjena Slovenija                                                                                 | [ 57 ] [ 58 ] [ 59 ]               |
| 5                | 28. september 2017 | Andrej Šiško             | avtor in urednik                              | - poveljnik specialnega voda 711. odreda Teritorialne obrambe | 48      | 3000 volivcev                                                   | | | [ 57 ] [ 58 ] [ 59 ]               |
| 9                |                    | Romana Tomc              |                                               | 26. september 2017 | 51      | univerzitetna diplomirana ekonomistka                           | - slovenska poslanka v Evropskem parlamentu (od 2014) - podpredsednica Parlamentarne skupščine Sveta Evrope (2012) - podpredsednica Državnega zbora Republike Slovenije (2011-2014) - poslanka Državnega zbora Republike Slovenije (2011-2014) - državna sekretarka na Ministrstvu za delo, družino in socialne zadeve (2008-2011) | Slovenska demokratska stranka - SDS                                                                         | [ 60 ] [ 61 ] [ 62 ] [ 63 ]        |
| 9                | 28. september 2017 | Romana Tomc              | poslanka v Evropskem parlamentu               | - direktorica Direktorata za delo in pravice iz dela na MDDSZ (2007) - direktorica Javnega sklada RS za razvoj kadrov in štipendije (2010-2011) - različne funkcije na Gospodarski zbornici Slovenije - Vodja oddelka za ekonomske zadeve pri Združenju delodajalcev Slovenije | 51      | 3 poslanci Državnega zbora                                      | | | [ 60 ] [ 61 ] [ 62 ] [ 63 ]        |

### Neuspešne kandidature
Naslednjim kandidatom ni uspelo zbrati dovolj podpisov podpore (zbiranje podpisov podpore je bilo možno do vključno 27. septembra do polnoči):
[Kandidati so razporejeni po abecednem vrstnem redu.]
| Kandidat             | Starost | Poklic                | Izobrazba                                      | Dosedanje javne funkcije                                                                                | Predlagatelj                    | Iskana podpora                    | Opombe                                                                              | Vir    |
| -------------------- | ------- | --------------------- | ---------------------------------------------- | --- | ------------------------------- | --------------------------------- | ----------------------------------------------------------------------------------- | ------ |
| Aleš I. Cepič        | 63      |                       | univerzitetni diplomirani ekonomist            | / | neodvisni kandidat              | 5000 volivcev ali 10 poslancev DZ | Vložil uradno kandidaturo na DVK, vendar ni bila potrjena kot ustrezna s strani DVK | [ 64 ] |
| Dušanka Janša        |         | psihoterapevtka       | diplomirana psihoterapevtka                    | / | neodvisna kandidatka            | 5000 volivcev ali 10 poslancev DZ |                                                                                     | [ 64 ] |
| Jožef Jarh           | 71      | upokojenec            | inženir strojništva                            | / | Naprej Slovenija                | 3000 volivcev                     | Zbral 3 podpise volilcev, z opombo, da imajo poslanci enak položaj kot volivci      | [ 65 ] |
| Valerija Korošec     |         | raziskovalka na UMAR  | doktorica znanosti s področja sociologije      | / | neodvisna kandidatka            | 5000 volivcev ali 10 poslancev DZ |                                                                                     |        |
| Dominik Kozarič      | 41      | pevec                 |                                                | / | neodvisni kandidat              | 5000 volivcev ali 10 poslancev DZ |                                                                                     | [ 66 ] |
| Ludvik Poljanec      | 61      |                       | elektrotehnik                                  | - pooblaščenec na Evropskem sodišču za človekove pravice v Strassbourgu                                 | neodvisni kandidat              | 5000 volivcev ali 10 poslancev DZ |                                                                                     | [ 64 ] |
| Milan Robič          |         |                       |                                                | / | samostojni kandidat             | 5000 volivcev ali 10 poslancev DZ |                                                                                     | [ 67 ] |
| Andrej Rozman - Roza | 62      | umetnik               | gimnazijski maturant                           | / | neodvisni kandidat              | 5000 volivcev ali 10 poslancev DZ | Zbral 6 podpisev poslancev DZ                                                       | [ 68 ] |
| Luj Šprohar          | 65      | umetnik               | doktor znanosti s področja sociologije kulture | - direktor Urada za invalide in bolnike - vršilec dolžnosti predsednika Liberalne demokracije Slovenije | Liberalna demokracija Slovenije | 3000 volivcev                     |                                                                                     | [ 69 ] |
| Ladislav Troha       | 53      |                       |                                                | / | neodvisni kandidat              | 5000 volivcev ali 10 poslancev DZ | S svojim Gibanjem OPS podprl Andreja Šiška.                                         | [ 70 ] |
| Martina Valenčič     | 32      | samostojna podjetnica | grafični tehnik                                | / | neodvisna kandidatka            | 5000 volivcev ali 10 poslancev DZ |                                                                                     | [ 71 ] |

### Potencialni kandidati
Kot potencialni kandidati so se omenjali:
| Kandidat                 | Dosedanje javne funkcije | Stranka                       | Vir    |
| ------------------------ | --- | ----------------------------- | ------ |
| Mitja Bervar             | - predsednik Državnega sveta Republike Slovenije (od 2012) - svetnik Državnega sveta Republike Slovenije (od 2012) | Stranka modernega centra      | [ 72 ] |
| Slavko Bobovnik          | - novinar Radiotelevizije Slovenija | Stranka modernega centra      | [ 73 ] |
| Franc Breznik            | - poslanec Državnega zbora Republike Slovenije (od 2011) | Slovenska demokratska stranka | [ 74 ] |
| Milan Brglez             | - predsednik Državnega zbora Republike Slovenije (od 2014) - poslanec Državnega zbora Republike Slovenije (od 2014) | Stranka modernega centra      | [ 75 ] |
| France Cukjati           | - predsednik Državnega zbora Republike Slovenije (2004-2008) - poslanec Državnega zbora Republike Slovenije (2000-2008) - državni sekretar na ministrstvu za zdravje (2000) | Slovenska demokratska stranka | [ 76 ] |
| Branko Grims             | - poslanec Skupščine SR Slovenije (1990–1992) - poslanec Državnega zbora Republike Slovenije (od 2004) - svetnik Državnega sveta Republike Slovenije (1997-2002) | Slovenska demokratska stranka | [ 74 ] |
| Aleš Hojs                | - minister za obrambo (2012-2013) | Slovenska demokratska stranka | [ 77 ] |
| Jožef Horvat             | - poslanec Državnega zbora Republike Slovenije (2004-2008, od 2011) | Nova Slovenija                | [ 78 ] |
| Eva Irgl                 | - poslanka Državnega zbora Republike Slovenije (od 2004) | Slovenska demokratska stranka | [ 79 ] |
| Zmago Jelinčič Plemeniti | - predsednik Slovenske nacionalne stranke (od 1991) - poslanec Državnega zbora Republike Slovenije (1991-2011) | Slovenska nacionalna stranka  | [ 80 ] |
| Tone Krkovič             | - poveljnik Manevrske strukture narodne zaščite (1990) - upokojeni brigadir Slovenske vojske | Slovenska demokratska stranka | [ 74 ] |
| Patricija Šulin          | - poslanka Državnega zbora Republike Slovenije (2012-2014) - slovenska poslanka v Evropskem parlamentu (od 2014) | Slovenska demokratska stranka | [ 81 ] |
| Janko Veber              | - predsednik Državnega zbora Republike Slovenije (2013-2014) - poslanec Državnega zbora Republike Slovenije (od 1996) - minister za obrambo (2014-2015) | Socialni demokrati            | [ 82 ] |
| Boštjan M. Zupančič      | - sodnik Evropskega sodišča za človekove pravice (1998-2016) - sodnik Ustavnega sodišča Republike Slovenije (1993-1998) - član Odbora Združenih narodov proti mučenju (1995-1998) - prorektor Univerze v Ljubljani (1989-1992) - redni profesor na Pravni fakulteti v Ljubljani (od 1990) | samostojni kandidat           | [ 83 ] |

## Kandidati, ki so od kandidature odstopili pred koncem roka za zbiranje podpisov
| Razlog odstopa                           | Kandidat             | Starost | Poklic              | Izobrazba                                                                  | Dosedanje javne funkcije | Predlagatelj       | Vir           |
| ---------------------------------------- | -------------------- | ------- | ------------------- | -------------------------------------------------------------------------- | --- | ------------------ | ------------- |
| nezadostno število zbranih podpisov      | Milan Jazbec         | 61      | veleposlanik        | doktor znanosti s področja sociologije diplomacije, novinar, obramboslovec | - generalni konzul Republike Slovenije v Celovcu (1992) - državni sekretar Republike Slovenije na ministrstvu za obrambo (2000–2004) - veleposlanik Republike Slovenije v Turčiji (2010–2015) - redni profesor na Fakulteti za družbene vede (od 2015) in Fakulteti za državne in evropske študije - veleposlanik Republike Slovenije v Makedoniji (od 2016) | neodvisni kandidat | [ 64 ]        |
| domnevne grožnje z nasiljem in atentatom | Damjan Murko         | 32      | pevec, samopromotor | slaščičar                                                                  | / | neodvisni kandidat | [ 84 ] [ 85 ] |
| grožnje z nasiljem                       | Žiga Papež - Papster | 24      | komik, študent      |                                                                            | / | neodvisni kandidat | [ 86 ]        |

## Mediji
- Radiotelevizija Slovenija, je pripravila v obeh krogih glasovanj po dve soočenji vseh predsedniških kandidatov, ki so imeli vsi relativno enake možnosti za predstavitev svojih stališč. Pozornost so namenjali vsem kandidatom, in na svoji spletni strani vse tudi podrobno predstavili, so pa bili nekateri kandidati, ki so imeli več možnosti za izvolitev, bolj izpostavljeni.
- POP TV (PROPLUS) oz. 24ur.com je v prvem krogu pripravil dve soočenji v katera je vključil le po štiri kandidate (Pahor, Šarec, Novak, Tomc) in eno večje soočenje, ob koncu kampanje, v katerem so sodelovali vsi kandidati, z izjemo Andreja Šiška in Suzane Lare Krause. POP TV je bil zaradi tega delež kritik, da favorizira določene kandidate in ostalim ne ponuja enakih možnosti predstavitve. Na trenutke se je kazala njihova naklonjenost aktualnemu predsedniku Pahorju, so pa pozornost namenjali tudi vsem ostalim kandidatom, še posebej tistim z boljšimi možnostmi glede na ankete.
- Planet TV oz. Siol.net je v prvem krogu pripravil eno soočenje predsedniških kandidatov, ki je bilo deležno veliko kritik, predvsem glede vsebine, ki se je dotikala precej 'nepomembnih' tem in premalo vsebinskih. Medijsko so pokrivali vse kandidate, v večji meri pa tiste, ki so jim ankete nakazovale boljši rezultat.
- Požar Report oz. Bojan Požar, se je tekom predsedniške kampanje izkazal kot eden najbolj pristranskih medijev najbolj naklonjen aktualnemu predsedniku Borutu Pahorju, s svojimi objavami je napadal predvsem kandidata Marjana Šarca. Borut Pahor ni povezav nikoli zanikal.
- Nova24TV, ki velja za medij stranke SDS, je največ pozornosti namenila predvsem po anketah vodilnim štirim kandidatom Pahorju, Šarcu in kandidatki svoje stranke Romani Tomc. Objav o Ljudmili Novak je bilo malo, objave o Marjanu Šarcu, proti koncu prveka kroga in v drugem krogu, pa tudi o Borutu Pahorju, pa so bile precej negativne. V prvem krogu so pripravili tudi soočenje vseh predsedniških kandidatov.
- TUJI MEDIJI: V tujih medijih se je o predsedniških volitvah pisalo bolj malo, z izjemo dneva volitev, ko so nekateri mediji poročali o izvedbi volitev. Predvsem Pahorja so prepoznavali kot velikega favorita.

## Javnomnenjske raziskave

### Prvi krog glasovanja
V splošnem so se ankete, ki so preverjale javno mnenje pred prvim krogom izkazale za nezanesljive, in so nekaterim kandidatom napovedale precej napačne izide. Tudi dogodki, ki so se dogajali v zadnje tednu pred volitvami so imeli vpliv na rezultat prvega kroga glasovanja, ki pa ga ankete izvedene pred tem, niso zaznale. Ti. 'exit-polls' ali vzporedne volitve pred med prvim krogom glasovanja niso bile izvedene.
Ankete po vložitvi uradnih kandidatur (od 28. septembra 2017 do 21. oktobra 2017):
| Datum                         | Izvajalec ankete | Vzorec | Krause | Likovič | Makovec Brenčič | Popovič | Šiško | Šarec | Pahor | Novak | Tomc | Neodločeni | Nikogar | Ne bi volili | Prednost vodilnega |
| ----------------------------- | ---------------- | ------ | ------ | ------- | --------------- | ------- | ----- | ----- | ----- | ----- | ---- | ---------- | ------- | ------------ | ------------------ |
| 29. september–6. oktober 2017 | Episcenter       | 741    |        | 0,9%    | 1,9%            | 1,0%    | 0,8%  | 21,8% | 51,5% | 8,0%  | 7,2% | 6,5%       | 6,5%    | –            | 29,7%              |

Ankete, ki so bile izvedene do roka za vložitev uradnih kandidatur (do 28. septembra 2017):
| Datum                        | Izvajalec ankete | Vzorec | Pahor | Šarec | Jazbec | Jelinčič | Rozman | Novak | Murko | Likovič | Makovec Brenčič | Krause | Tomc | Popovič | Ostali | Neodločeni | Nikogar | Ne bi volili | Prednost vodilnega |
| ---------------------------- | ---------------- | ------ | ----- | ----- | ------ | -------- | ------ | ----- | ----- | ------- | --------------- | ------ | ---- | ------- | ------ | ---------- | ------- | ------------ | ------------------ |
| 23. september 2017           | Mediana          | 712    | 44.7% | 17,2% | 1,5%   | –        | –      | 6,8%  | –     | 0,8%    | 1,2%            | –      | 5,2% | 2,4%    | 2,4%   | 17.7%      | –       | –            | 27,5%              |
| 11.–13. september 2017       | Parsifal         | 700    | 50,2% | 19,8% | –      | –        | –      | 4,2%  | –     | 1,3%    | 1,3%            | –      | 4,3% | 3,5%    | –      | 15,5%      | 15,5%   | –            | 30,4%              |
| 31. avgust–7. september 2017 | Episcenter       | 702    | 46,7% | 18,5% | 2,8%   | –        | –      | 11,6% | –     | 1,8%    | 1,2%            | 0,3%   | –    | –       | 7,7%   | 5,5%       | –       | –            | 28,2%              |
| 16.–18. avgust 2017          | Episcenter       | 556    | 37,2% | 23,1% | 3,2%   | 3,3%     | 1,6%   | 10,6% | 1,3%  | 0,8%    | –               | –      | –    | –       | –      | 4,4%       | 8,8%    | 5,6%         | 14,1%              |
| 26.–28. julij 2017           | Delo Stik        | 523    | 36,5% | 20,6% | 5,2%   | –        | 2,7%   | –     | 1,1%  | –       | –               | –      | –    | –       | –      | 8,7%       | 18,1%   | 6,4%         | 15,9%              |
| 25. junij 2017               | Mediana          | 707    | 51,5% | 24,8% | 3,9%   | –        | –      | –     | –     | –       | –               | –      | –    | –       | 5,7%   | –          | 11,8%   | 2,2%         | 26,7%              |
| 19.–20. april 2017           | Delo             | 513    | 44%   | –     | 12%    | 10%      | –      | –     | –     | –       | –               | –      | –    | –       | –      | 8%         | 22%     | 4%           | 32%                |

## Stroški volitev
Po oceni DVK bodo stroški izvedbe prvega kroga predsedniških volitev znašali 5,1 milijona €, vendar v ta znesek še niso všteti stroški, ki bodo nastali zaradi povračila stroškov kampanje .

### Povrnitev stroškov kampanje
Kandidati, ki so prejeli vsaj 10 % glasov volilnih upravičencev, ki so glasovali, so v skladu s 26. členom Zakona o volilni in referendumski kampanji, upravičeni do povrnitve stroškov volilne kampanje in sicer 0,12 € za vsak glas, ki ga bodo prejeli. Povračilo sicer ne sme preseči, s strani organizatorja, v kampanjo vloženega zneska. Kandidata, ki se uvrstita v drugi krog, sta upravičena do povračila le na podlagi glasov prejetih v drugem krogu glasovanja. 
Stroški volilne kampanje bodo povrnjeni Borutu Pahorju, Marjanu Šarcu in Romani Tomc, ki so dobili več kot 10 % glasov v prvem krogu volitev. Ker sta se Marjan Šarec in Borut Pahor uvrstila v drugi krog volitev, bodo njima sredstva povrnjena na podlagi rezultata v drugem krogu glasovanja.
Povrnjeni zneski:
| Kandidat     | Št. glasov | Povrnjeno (maks.) | Porabljeno    |
| ------------ | ---------- | ----------------- | ------------- |
| Borut Pahor  |            |                   | cca. 50.000 € |
| Marjan Šarec |            |                   | cca. 45.000 € |
| Romana Tomc  | 102.925    | 12.351 €          | ni podatka    |